# Young Sheldon/Episodenliste

Logo zur Serie

Diese Episodenliste enthält alle Episoden der US-amerikanischen Comedyserie Young Sheldon, sortiert nach der US-amerikanischen Erstausstrahlung. Die Fernsehserie umfasst insgesamt sieben Staffeln mit 141 Episoden.

## Übersicht
| Staffel | Episoden | US-Erstausstrahlung (CBS) | US-Erstausstrahlung (CBS) | DE-Erstausstrahlung (ProSieben & ProSieben Fun) | AT-Erstausstrahlung (ORF 1)           | CH-Erstausstrahlung (3+, 4+ & TV25)         |
| Staffel | Episoden | Staffelpremiere           | Staffelfinale             | Zeitraum                                        | Zeitraum                              | Zeitraum                                    |
| ------- | -------- | ------------------------- | ------------------------- | ----------------------------------------------- | ------------------------------------- | ------------------------------------------- |
| 1       | 22       | 25. September 2017        | 10. Mai 2018              | 8. Januar – 12. November 2018                   | 8. Januar – 12. November 2018         | 8. Januar – 9. November 2018/21. Mai 2020 A |
| 2       | 22       | 24. September 2018        | 16. Mai 2019              | 7. Januar – 18. November 2019                   | 7. Januar – 18. November 2019         | 7. Januar – 29. Oktober 2019                |
| 3       | 21       | 26. September 2019        | 30. April 2020            | 6. Januar – 26. August 2020                     | 13. Januar – 2. November 2020         | 2. Januar 2020 – 24. Mai 2021               |
| 4       | 18       | 5. November 2020          | 13. Mai 2021              | 1. März – 25. August 2021                       | 1. März – 22. November 2021           |                                             |
| 5       | 22       | 7. Oktober 2021           | 19. Mai 2022              | 13. Dezember 2021 – 31. August 2022             | 20. Dezember 2021 – 22. Dezember 2022 |                                             |
| 6       | 22       | 29. September 2022        | 18. Mai 2023              | 16. Januar – 23. August 2023                    | 25. März – 18. November 2023          |                                             |
| 7       | 14       | 15. Februar 2024          | 16. Mai 2024              | 15. April – 17. Juli 2024                       | 6. April – 5. Oktober 2024            |                                             |

## Staffel 1
| Nr. (ges.) | Nr. (St.) | Deutscher Titel                                       | Originaltitel                                              | Erstausstrahlung USA | Deutschsprachige Erstveröffentlichung (D/A/CH) | Regie           | Drehbuch                                                                                         | Zuschauer (USA) |
| --- | --------- | ----------------------------------------------------- | ---------------------------------------------------------- | -------------------- | ---------------------------------------------- | --------------- | ------------------------------------------------------------------------------------------------ | --------------- |
| 1 | 1         | Sheldon, Newton und Euklid                            | Pilot                                                      | 25. Sep. 2017        | 8. Jan. 2018                                   | Jon Favreau     | Chuck Lorre & Steven Molaro                                                                      | 17,21 Mio.      |
| Osttexas, 1989: Sheldon spielt mit seiner Modelleisenbahn und beweist damit das Erste newtonsche Gesetz. Beim Familienessen zieht er sich Handschuhe an, um beim Tischgebet keinen Hautkontakt mit der Hand seines Bruders Georgie herstellen zu müssen. Zusammen mit seiner Zwillingsschwester Missy begleitet er seine Mutter in die Kirche. Im neuen Schuljahr geht er zusammen mit seinem älteren Bruder in die neunte Klasse. Seine Mutter kann ihn dazu überreden, in der Schule keine Fliege zu tragen. Auf die Kleider- und Frisurenordnung der Schule pochend, beleidigt er innerhalb kürzester Zeit seine Klassenlehrerin und weitere Lehrer. Im Musikraum demonstriert er am Klavier sein absolutes Gehör. Sein Bruder rastet beim Football-Training aufgrund der Konkurrenzsituation zu Sheldon aus. Sein Vater schaltet eine Folge von Professor Proton aus, um Sheldon zu erklären, dass er sich in der Schule nicht in die Angelegenheiten der anderen einmischen soll. Sheldon hält daraufhin beim Tischgebet zum ersten Mal die Hand seines Vaters. |           |                                                       |                                                            |                      |                                                |                 |                                                                                                  |                 |
| 2 | 2         | Raketen, Kommunisten und keine Freunde                | Rockets, Communists, and the Dewey Decimal System          | 2. Nov. 2017         | 15. Jan. 2018                                  | Michael Zinberg | Chuck Lorre & Steven Molaro                                                                      | 12,66 Mio.      |
| Sheldons Mutter ist um ihn besorgt, da er keinen einzigen Freund hat. Als er dies erfährt, leiht er sich aus der Schulbibliothek seiner Mutter zuliebe ein Buch aus, in dem Tipps zum Finden eines Freundes stehen. Diese wendet er zunächst mit mäßigem Erfolg an seinem Vater sowie seinem Peiniger Billy Sparks an. Später in der Schule hat er auch keinen Erfolg. Von Missy bekommt er den Tipp, die Leute anzusprechen, die sich zuvor das Buch ausgeliehen hätten, da diese ebenfalls auf der Suche nach Freunden wären. Wie sich jedoch herausstellt, sind die meisten dieser Personen seine Lehrer, weshalb Sheldon das Buch enttäuscht zurückgibt. Dabei lernt er Tam kennen, der ebenfalls auf der Suche nach Freunden ist und mit Sheldon ein gemeinsames Interesse für Raketen teilt. Als Tam von Sheldons begeisterter Mutter zum Abendessen eingeladen wird, erzählt dieser, dass er ein Flüchtling des Vietnamkriegs ist. Später bauen die neuen Freunde gemeinsam eine Rakete, während das FBI die Familie besucht, da Sheldon versucht hat, in Kanada Uran für den Raketenantrieb zu kaufen. |           |                                                       |                                                            |                      |                                                |                 |                                                                                                  |                 |
| 3 | 3         | Poker, Gott und Mülltonnen                            | Poker, Faith, and Eggs                                     | 9. Nov. 2017         | 22. Jan. 2018                                  | Michael Zinberg | Chuck Lorre & Steven Molaro Idee: Damir Konjicija & Dario Konjicija                              | 12,39 Mio.      |
| Als Sheldons Oma Meemaw auf ihre Enkel aufpassen soll, bringt sie Sheldon das Bluffen beim Poker bei. Später in der Kirche legt sich Sheldon mit dem Pastor an, da er Fakten zum Glauben den Vorzug gibt. Nachdem der Pastor die Evolutionstheorie bestreitet, beschließt Sheldon, es ihm heimzuzahlen. Allerdings hat sein Vater am Abend einen Herzinfarkt, weshalb seine Mutter mit diesem ins Krankenhaus fährt. Meemaw soll auf die Kinder aufpassen, allerdings möchte Georgie unbedingt seinen Vater sehen. Deshalb stiehlt er die Autoschlüssel der schlafenden Meemaw und fährt zusammen mit Sheldon und Missy ins Krankenhaus. Dort treffen sie Meemaw wieder, die das Verschwinden der drei bereits mitbekommen hat. Nachdem Sheldon in einer Kapelle im Krankenhaus zu Blaise Pascal betet, damit dieser seinen Wunsch, dass sein Vater wieder gesund wird, an Gott weiterleiten kann, verkünden die Ärzte, dass George nur einen leichten Herzinfarkt hatte und bald wieder gesund wird. Beim nächsten Gottesdienst führt Sheldon den Pastor mit der Schöpfungsgeschichte vor, woraufhin sein Vater einen Herzinfarkt simuliert, damit die Familie der unangenehmen Situation entkommen kann. |           |                                                       |                                                            |                      |                                                |                 |                                                                                                  |                 |
| 4 | 4         | Würstchen, Comics und ein Therapeut                   | A Therapist, a Comic Book, and a Breakfast Sausage         | 16. Nov. 2017        | 29. Jan. 2018                                  | Jaffar Mahmood  | Rob Ulin & Dave Bickel Idee: Chuck Lorre & Steven Molaro                                         | 11,83 Mio.      |
| Als sich Sheldon beim Frühstück an einem Würstchen verschluckt und zu ersticken droht, wird er von seinem Vater mit dem Heimlich-Griff gerettet. In der Schule verurteilt er Tam, da dieser ein Comicheft liest und diese nur für Kinder wären, und fängt an, eine Furcht vor festem Essen zu entwickeln. Meemaw hat daraufhin die Idee, sein Essen in einem Mixer zu zerkleinern. Als auch Sheldons Mutter diese Idee aufgreift, die Situation sich aber nach fünf Wochen nicht gebessert hat, beschließt sie, mit Sheldon zu einem Therapeuten zu gehen. Während seine Eltern mit diesem sprechen, findet Sheldon im Wartezimmer X-Men-Comics und beginnt, sich für diese zu interessieren und zu lesen. Nachdem er wissen möchte, wie die Geschichten weitergehen, verlässt er alleine die Praxis und geht in einen Comicladen. Dort kann er mithilfe der Superhelden seine Essstörung überwinden, muss bei sich zu Hause allerdings feststellen, dass seine Eltern die Polizei gerufen und ihn als vermisst gemeldet haben, woraufhin er sich der Situation stellt. |           |                                                       |                                                            |                      |                                                |                 |                                                                                                  |                 |
| 5 | 5         | Football, Mathe und ein Busen                         | A Solar Calculator, a Game Ball, and a Cheerleader’s Bosom | 23. Nov. 2017        | 5. Feb. 2018                                   | Chris Koch      | Damir Konjicija & Dario Konjicija Idee: Chuck Lorre & Steven Molaro                              | 11,43 Mio.      |
| Während sich die Familie ein Footballspiel im Fernsehen ansieht, erklärt Sheldon seinem Vater, dass ein Punt statistisch gesehen keinen Sinn macht. Dank Sheldons Taktik kann die Mannschaft seines Vaters beim nächsten Spiel gewinnen. Aufgrund dieses Erfolges kann Meemaw Sheldon davon überzeugen, durch Statistiken Spielvorhersagen für sie zu treffen, da sie angefangen hat, Sportwetten abzuschließen. Auch seine Beliebtheit in der Schule steigt durch den Erfolg des Footballteams, allerdings fängt er durch seine Verpflichtungen gegenüber seinem Vater und seiner Oma an, seine Hausaufgaben zu vernachlässigen. Nachdem er sich eines Abends mit Tam heimlich auf eine Party schleicht, erhält er im Mathetest am nächsten Tag nur eine 2+. Enttäuscht von sich selbst petzt er alles seiner Mutter, die daraufhin bestimmt, dass Sheldons Vater und Meemaw ihn nicht mehr für ihre Zwecke ausnutzen dürfen. Als seine Oma dies dennoch versucht, gibt er ihr falsche Vorhersagen, wodurch sie ihre Wettschulden im Casino erspielen muss. |           |                                                       |                                                            |                      |                                                |                 |                                                                                                  |                 |
| 6 | 6         | Ein Aufnäher, ein Modem und ein Magengeschwür         | A Patch, a Modem, and a Zantac                             | 30. Nov. 2017        | 12. Feb. 2018                                  | Don Scardino    | Anthony Gioe & Nick Mandernach Idee: Chuck Lorre & Steven Molaro                                 | 12,11 Mio.      |
| Nach einem Vortrag über das Raumprogramm der NASA liefert Sheldon den Vorschlag, mit wiederverwendbaren Booster-Raketen Kosten zu sparen. Da er auf Ablehnung stößt, stürzt er sich in die Berechnungen und startet damit seine Karriere als theoretischer Physiker. Um sich einen Computer leisten zu können, versucht er telefonisch, eine zweite Hypothek auf das elterliche Haus aufzunehmen. Nachdem dies scheitert, versucht er ein Modem für den Schulcomputer zu kaufen; seine Mutter verhindert auch dies. Sheldon entwickelt ein Magengeschwür und holt sich über das Modem des Arztes Informationen für seine Berechnungen, die er an die NASA schickt. Nach dem Ausbleiben einer Antwort macht sich die Familie auf den Weg nach Houston. Nach der Präsentation seiner Berechnungen dort bekommt er die Auskunft, dass man sie aus technischen Gründen zurzeit nicht verwirklichen könne. Sheldon bittet darum, angerufen zu werden, wenn es so weit ist. Jahre später hat sich allerdings Elon Musk Sheldons Berechnungen gesichert und setzt sie für sein SpaceX-Programm ein. |           |                                                       |                                                            |                      |                                                |                 |                                                                                                  |                 |
| 7 | 7         | Rinderbraten, Voodoo und Kaffee aus New Orleans       | A Brisket, Voodoo, and Cannonball Run                      | 7. Dez. 2017         | 19. Feb. 2018                                  | Mark Cendrowski | Chuck Lorre & Steven Molaro Idee: Nick Bakay                                                     | 12,49 Mio.      |
| Sheldons Vater George bittet Sheldons Oma um das Rezept für geräucherte Rinderbrust. Er bekommt stattdessen aber nur schriftliche Ablehnungen. Sheldons Eltern streiten sich deswegen. Während Sheldons Mutter mit Sheldon, seiner Oma und Sheldons Schwester Missy auf einem Picknick sind, sucht George erfolglos nach dem Rinderbraten-Rezept. Schließlich gibt Sheldons Oma ihm das vermeintlich richtige Rezept, schickt ihn damit aber auf eine lange und komplizierte Suche nach den Zutaten. Als George endlich den selbstzubereiteten falschen Braten kosten kann, ist er stinksauer auf Sheldons Oma. Sheldon erinnert sich schließlich an das Geheimrezept, das ihm seine Oma als Fast-Zweijähriger verraten hat, und droht damit, das Rezept zu veröffentlichen, sollten sich die Erwachsenen nicht endlich vertragen. Sheldons Oma akzeptiert daraufhin Sheldons Vater endlich vollständig als Schwiegersohn. |           |                                                       |                                                            |                      |                                                |                 |                                                                                                  |                 |
| 8 | 8         | Cape Canaveral, Schrödingers Katze und die Blitze     | Cape Canaveral, Schrödinger’s Cat, and Cyndi Lauper’s Hair | 14. Dez. 2017        | 26. Feb. 2018                                  | Howie Deutch    | David Bickel Idee: Chuck Lorre & Steven Molaro                                                   | 11,64 Mio.      |
| Sheldons Vater fährt mit Sheldon und Georgie nach Cape Canaveral in Florida, um den Start eines Space Shuttles mitzuerleben. Auf der Fahrt teilt Sheldon seinem Vater mit, dass er Wissenschaftler oder – falls er in Texas bleiben muss – Rinderbaron werden möchte. Sie unterhalten sich außerdem über Schrödingers Katze. Sheldon schläft im Motel im Bett seines Vaters, weil Georgie ihn tritt. Aufgrund eines Unwetters fällt der Start der Rakete aus. Sheldon erklärt seinem Vater daraufhin Blitz und Donner. Der erwachsene Sheldon bedauert, seinem Vater zu dessen Lebzeiten nie gesagt zu haben, dass es für ihn der tollste Ausflug war, den er je erlebt hat. Die Frauen verbringen ihre Zeit im Schönheitssalon. Sheldons Mutter wirft ihrer Mutter vor, dass sie sie zu oft allein gelassen hat. |           |                                                       |                                                            |                      |                                                |                 |                                                                                                  |                 |
| 9 | 9         | Spock, Kirk und ein Leistenbruch                      | Spock, Kirk, and Testicular Hernia                         | 21. Dez. 2017        | 5. März 2018                                   | Peter Lauer     | Chuck Lorre & Steven Molaro                                                                      | 11,32 Mio.      |
| Sheldon schaut zusammen mit seiner Oma eine Folge von Raumschiff Enterprise. Er identifiziert sich mit Spock, wohingegen sie zu Captain Kirk tendiert. Sheldons Vater bittet ihn, seinem Bruder beim Lernen für dessen Mathe-Test zu helfen. Sheldon bekommt im Gegenzug einen Besuch im Modelleisenbahnladen und darf sich – falls Georgie den Test bestehen sollte – dort etwas aussuchen. Als Georgie keinerlei mathematisches Verständnis zeigt, wirft er Sheldon vor, kein guter Lehrer zu sein. Sheldon berichtet von seinen synästhetischen Eindrücken und muss sich seine pädagogische Schwäche eingestehen. Georgie besteht den Test völlig überraschend mit gut, wird aber von Sheldon des Spickens überführt. Georgie verhindert das Verpetzen durch seinen Bruder, indem er darauf verweist, wie traurig ihre Eltern über die Wahrheit wären. Nachdem Sheldon seiner Oma die Wahrheit gesagt hat, muss er zugestehen, dass auch Kirk beim Kobayashi-Maru-Test betrogen hat. Von Georgie lernt er das Geheimnis einer guten Lüge: Details. Sheldon befreit sich daraufhin aufgrund eines „Leistenbruchs“ selbst vom Sportunterricht, indem er einen Brief samt Unterschrift seiner Mutter fälscht. Als dies auffliegt, wird er von seinen Eltern zur Rede gestellt und muss Wiedergutmachung leisten. |           |                                                       |                                                            |                      |                                                |                 |                                                                                                  |                 |
| 10 | 10        | Dallas, grüne Bohnen und eine Adlerfeder              | An Eagle Feather, a String Bean, and an Eskimo             | 4. Jan. 2018         | 12. März 2018                                  | Rebecca Asher   | Rob Ulin & David Bickel Idee: Chuck Lorre & Steven Molaro                                        | 14,70 Mio.      |
| Sheldons Schuldirektor schlägt vor, ihn mit einem Stipendium an eine Privatschule für Hochbegabte ins drei Autostunden entfernte Dallas zu schicken. Obwohl Sheldon wochentags bei einer Gastfamilie wohnen müsste, will er nur wissen, ob diese einen Hund hat. Bei der Besichtigung der neuen Schule ist Sheldon begeistert. Seine Familie versucht, sich mit der Situation zu arrangieren, doch vor allem seine Mutter kann sich kaum mit seiner Abwesenheit abfinden. Seine Schwester glaubt, dass er sie vermissen wird. Beim ersten Abendessen ohne Sheldon unterscheiden sich die Erinnerungen seiner Eltern an Sheldons Gasteltern. Nach andauernden Diskussionen darüber, ob dies die richtige Entscheidung war, holt Sheldons Vater ihn schließlich mitten in der Nacht zurück. Sheldon ist darüber froh und wird am nächsten Morgen von seiner Schwester begeistert begrüßt. Die Lehrer an seiner alten Schule haben sich inzwischen mit ihm arrangiert. |           |                                                       |                                                            |                      |                                                |                 |                                                                                                  |                 |
| 11 | 11        | Dungeons, Dragons und die Sonntagsschule              | Demons, Sunday School, and Prime Numbers                   | 11. Jan. 2018        | 19. März 2018                                  | Howie Deutch    | Chuck Lorre, Steven Molaro & Eric Kaplan Idee: Chuck Lorre & Steven Molaro                       | 14,17 Mio.      |
| Sheldon spielt mit seinen Freunden Billy Sparks und Tam Nguyen Dungeons & Dragons. Seine Mutter stört sich an der Darstellung des Teufels im Spiel und sorgt sich um die Seele ihres Sohns. Sie spricht mit den Vätern von Sheldons Freunden darüber. Auch der Pastor wird eingeladen und schlägt vor, dass Sheldon die Sonntagsschule besuchen soll. Sheldon lehnt zunächst ab, liest dann aber die komplette Bibel, und geht die Angelegenheit wissenschaftlich an. Mit seiner Schwester besucht er die baptistische Sonntagsschule und zitiert Bibelstellen. Nun will er auch andere Religionen kennenlernen und beruft sich, als seine Mutter widerspricht, auf die in der Verfassung verankerte Religionsfreiheit. Er befragt verschiedene Leute nach ihren Glaubensansichten. Seine Mutter versichert ihm ihre Zuneigung, egal wie seine Religionswahl ausfallen mag. In einem Traum ist Sheldon unmittelbar davor, von der Eins und der Null die letzte Wahrheit des Universums zu erfahren, wird aber in dem Moment durch seinen Bruder geweckt. Er gründet daraufhin seine eigene Religion, die Mathematologie, und veranstaltet eine Fragestunde mit Billy Sparks als einzigem Besucher. |           |                                                       |                                                            |                      |                                                |                 |                                                                                                  |                 |
| 12 | 12        | Ein Computer, ein Streit und eine Menge Bier          | A Computer, a Plastic Pony, and a Case of Beer             | 18. Jan. 2018        | 26. März 2018                                  | Richie Keen     | Chuck Lorre, Steven Molaro & Tara Hernandez Idee: Chuck Lorre & Steven Molaro                    | 13,33 Mio.      |
| Sheldon ist begeistert von dem Heimcomputer, der im RadioShack verkauft wird, kann seine Mutter aber nicht davon überzeugen, ihn zu kaufen. Sein Vater schlägt vor, dass Sheldon dafür arbeiten solle. Seine Oma bietet an, die knapp 1000 Dollar vorzustrecken. Dies wird abgelehnt, Sheldons Eltern streiten sich in der Folge über ihre angespannte Finanzsituation, zu der auch Mr. Coopers Bierkonsum beiträgt. Sheldons Mutter zieht schließlich mit Sheldon und Missy zur Oma. Sheldon erfährt von Georgie die Wahrheit über die befürchtete Trennung. Die zuhause verbliebenen Männer sind zunehmend überfordert. Sheldons Mutter kauft ihm schließlich den Rechner. Versuche, die Trennungsprobleme mit dem Kommunikationsprogramm ELIZA zu erörtern, bleiben ergebnislos. Sheldons Oma drängt ihre Tochter, sich zu entschuldigen. Sheldons Vater kommt ihr zuvor, gedrängt von Georgie. Die Familie zieht wieder komplett zuhause ein, und der Computer erfreut sich bei allen großer Beliebtheit. |           |                                                       |                                                            |                      |                                                |                 |                                                                                                  |                 |
| 13 | 13        | Niesen, nachsitzen und ein echter Texaner             | A Sneeze, Detention and Sissy Spacek                       | 1. Feb. 2018         | 9. Apr. 2018                                   | Howie Deutch    | Eric Kaplan & Jeremy Howe Idee: Chuck Lorre & Steven Molaro                                      | 12,92 Mio.      |
| Als Sheldons Lehrerin Anzeichen einer Grippe aufzeigt, verlässt er entgegen den Anweisungen den Unterricht. Auch aus dem Sekretariat seiner Schule sowie vom Nachsitzen, an dem er teilnehmen muss, flüchtet er aufgrund Anzeichen einer Grippe bei den anwesenden Personen, weshalb er für eine Woche von der Schule verwiesen wird. Daraufhin nutzt Georgie in der Schule Sheldons Krankheit dazu aus, seine Beliebtheit zu steigern. Da Sheldons Eltern keinen anderen Ausweg für seine Keimphobie kennen, beschließen sie, einen Arzt aufzusuchen. Dieser kann ihm allerdings nur erklären, dass eine Grippe nichts Schlimmes ist, und rät ihm, auf die Hygiene zu achten. Allerdings baut sich Sheldon in seiner Garage einen keimfreien Raum und kann erst von Meemaw durch einen Appell, dass alle großen texanischen Helden sich auch nicht vor einer Erkältung gefürchtet hätten, dazu gebracht werden, die Garage zu verlassen. Schlussendlich hat er am nächsten Tag hohes Fieber. |           |                                                       |                                                            |                      |                                                |                 |                                                                                                  |                 |
| 14 | 14        | Schlüsselkinder, Whisky und zwei Helden               | Potato Salad, a Broomstick, and Dad’s Whiskey              | 1. März 2018         | 11. Sep. 2018                                  | Howie Deutch    | Chuck Lorre, Steven Molaro & Tara Hernandez                                                      | 12,42 Mio.      |
| Sheldons Mutter wird vom Pastor eine Stelle als Kirchensekretärin angeboten. Eigentlich möchte sie das Jobangebot annehmen, allerdings wären dann Sheldon und Missy am Nachmittag für einige Stunden alleine, da Meemaw keine Zeit hat und das Geld für einen Babysitter fehlt. Letztendlich entscheiden sich Sheldons Eltern dazu, diese Situation auf Probe zu testen. Als die Zwillinge das erste Mal alleine sind, möchte Meemaw vor ihrem Termin noch kurz nach ihnen sehen, wird von ihren Enkeln allerdings für einen Einbrecher gehalten und mit einem Feuerlöscher bespritzt. Später zieht sich Sheldon einen Splitter zu, aber nach einiger Zeit kann Missy diesen entfernen. Als Sheldons Mutter, der der Pastor seine Eheprobleme gebeichtet hat, nach Hause kommt, findet sie besorgt neben dem verarzteten Sheldon auch den Whisky vor, den die beiden zum Desinfizieren benutzt hatten. |           |                                                       |                                                            |                      |                                                |                 |                                                                                                  |                 |
| 15 | 15        | Geologie, Gefühle und die geheimnisvolle Frau         | Dolomite, Apple Slices, and a Mystery Woman                | 8. März 2018         | 18. Sep. 2018                                  | Mark Cendrowski | Chuck Lorre, Steven Molaro & Tara Hernandez Idee: Chuck Lorre & Steven Molaro                    | 12,52 Mio.      |
| In der Schulbibliothek werden Sheldon und Tam auf ein Mädchen aus der elften Klasse aufmerksam, das sich ein Buch über Geostatistik ausleiht. Wie sich herausstellt ist ihr Name Libby und sie möchte später einmal Geologin werden. Zusammen mit Sheldon unterhält sie sich über die Evolutionstheorie und den Kontinentaldrift und sucht mit ihm und Tam in einer Schlucht nach Tektiten. Wenig später beschließen die drei, nach Houston zu fahren, um sich dort im Naturkundemuseum einen Film über Space Shuttles anzusehen. Allerdings ist Sheldons Mutter nicht davon begeistert, dass Libby sie alleine dorthinfahren möchte, weshalb Sheldon aus Frust das ganze Haus putzt. Um ihn zu stoppen stimmt seine Mutter der Fahrt unter der Bedingung zu, Libby vorher kennenzulernen. Dabei wird Sheldon allerdings klar, dass Libby ihn nicht auf einer Augenhöhe, sondern noch als Kind sieht, was ihn zutiefst verletzt. Seine Mutter erklärt ihm zwar, dass es noch andere Formen von Reife außer geistiger gibt, allerdings fährt er trotzdem nicht mit. |           |                                                       |                                                            |                      |                                                |                 |                                                                                                  |                 |
| 16 | 16        | Killerasteroiden, Rebellion und Lampenfieber          | Killer Asteroids, Oklahoma, and a Frizzy Hair Machine      | 29. März 2018        | 25. Sep. 2018                                  | Howie Deutch    | Steven Molaro Idee: Chuck Lorre & Steven Molaro                                                  | 11,91 Mio.      |
| Als an Sheldons Schule eine Wissenschaftsmesse veranstaltet wird, erhält er für seine Forschung über Asteroiden nicht den ersten Platz. Enttäuscht vom Schulsystem widerspricht er seinen Lehrern und ruft zur Rebellion in der Schule auf. Als er schließlich der Wissenschaft abschwört, bringt ihn seine Mutter erneut zum Therapeuten. Dieser ermutigt ihn, auch einmal andere Dinge auszuprobieren, und so möchte Sheldon fortan Schauspieler werden. Dafür schaut er sich zahlreiche Filme an und liest Bücher über die Schauspielerei. Beim Vorsprechen kann er den Lehrer so von seinem Talent überzeugen, dass er die weibliche Hauptrolle im Musical Annie erhält. Seine zuerst skeptischen Eltern kann er schließlich auch von der Besetzung überzeugen. Allerdings bekommt er drei Wochen später kurz vor der Aufführung Lampenfieber, weshalb sein Lehrer letztendlich die Hauptrolle verkörpern muss. |           |                                                       |                                                            |                      |                                                |                 |                                                                                                  |                 |
| 17 | 17        | Jiu-Jitsu, Bläschenfolie und die böse Bobbie          | Jiu-Jitsu, Bubble Wrap, and Yoo-Hoo                        | 5. Apr. 2018         | 2. Okt. 2018                                   | Jaffar Mahmood  | Tara Hernandez & Jeremy Howe Idee: Chuck Lorre & Steven Molaro                                   | 11,66 Mio.      |
| Da sich Sheldon auf dem Weg vom Bus nach Hause immer vor der sechsjährigen Nachbarstochter Bobbie fürchtet, beschließt er zusammen mit Tam, die Kampfsportart Jiu Jitsu zur Selbstverteidigung zu lernen. Als dies jedoch nur wenig Erfolg bringt, sieht Sheldon als letzten Ausweg, eingehüllt in Luftpolsterfolie zur Schule zu gehen. Seine Mutter kann dies noch rechtzeitig verhindern und trägt Georgie auf, in der Schule auf Sheldon aufzupassen. Dabei findet die Familie heraus, dass Sheldon vor der Nachbarstochter Bobbie Angst hat. Daraufhin sprechen seine Eltern getrennt mit den Eltern des Mädchens, allerdings ohne großen Erfolg. Als Sheldon schließlich Missy aufträgt, Bobbie einzuschüchtern, und sie dafür bezahlt, verbringen die beiden Mädchen einen gemeinsamen Nachmittag. |           |                                                       |                                                            |                      |                                                |                 |                                                                                                  |                 |
| 18 | 18        | Eine Mutter, ein Sohn und ein Tornado                 | A Mother, A Child, and a Blue Man’s Backside               | 12. Apr. 2018        | 8. Okt. 2018                                   | Jaffar Mahmood  | David Bickel, Damir Konjicija & Dario Konjicija Idee: Chuck Lorre, Steven Molaro & Teagan Wall   | 11,70 Mio.      |
| Als Missy ihre Mutter darauf hinweist, dass Sheldons Comics nicht kindgerecht wären, konfisziert sie alle. Sheldon entgegnet, dass sie dann auch die Bibel einziehen müsste, da diese ebenfalls Gewalt, Ehebruch und vieles mehr enthalte. Da er außerdem wie ein Erwachsener behandelt werden möchte, versorgt er sich fortan selbst. Als es zu einem weiteren Streit mit seiner Mutter kommt, beschließt er, dass er auf ein weit entferntes College gehen und schließlich eine Bewerbung für die Harvard University schreiben möchte. Als seine Mutter ihm entgegnet, dass eine Bewerbung abzuschicken viel Geld koste, möchte er in einem Elektrogeschäft arbeiten, um Geld zu verdienen. Nachdem er allerdings aufgrund seines Alters nicht angenommen wird, findet er bei Meemaw eine Arbeit. Da es wenig später eine Tornadowarnung gibt, nimmt ihn seine Mutter wieder mit nach Hause. Schließlich versöhnen sich die beiden am nächsten Morgen, nachdem die Nachbarschaft vom Tornado verwüstet wurde. |           |                                                       |                                                            |                      |                                                |                 |                                                                                                  |                 |
| 19 | 19        | Meemaw, Guacamole und das lila Fahrrad                | Gluons, Guacamole, and the Color Purple                    | 19. Apr. 2018        | 8. Okt. 2018                                   | Alex Reid       | Chuck Lorre, Steven Molaro & Tara Hernandez                                                      | 11,67 Mio.      |
| Da sich Sheldon an der Highschool langweilt, möchte er als Gasthörer Vorlesungen über Quantenchromodynamik am College besuchen. Da seine Eltern allerdings keine Zeit haben, ihn in die eine Stunde entfernte Universität zu fahren, übernimmt dies Meemaw. Dort freundet sie sich mit dem älteren Dozenten an, woraufhin sie sich nach der Vorlesung für ein Date verabreden. Während Sheldon weg ist, bittet Missy Georgie, ihr bei ihren Hausaufgaben zu helfen. Da er nicht für dumm gehalten werden möchte, tut er dies schließlich, wodurch sie im Grammatiktest keinen Fehler macht. Am nächsten Tag erscheint der Dozent zum Date auf einem Fahrrad, da er selbst nie gelernt hat, wie man Auto fährt. Später schenkt er Meemaw ebenfalls ein Fahrrad in ihrer Lieblingsfarbe, nachdem ihm Sheldon alles über seine Oma erzählt hat. Während Meemaw später eine weitere Vorlesung besucht und den Dozenten dadurch ablenkt, offenbart Sheldon, dass er sich selbst am College langweilt. |           |                                                       |                                                            |                      |                                                |                 |                                                                                                  |                 |
| 20 | 20        | Ein Hund, ein Eichhörnchen und ein Fisch namens Fisch | A Dog, A Squirrel, and a Fish Named Fish                   | 26. Apr. 2018        | 8. Okt. 2018                                   | Jaffar Mahmood  | Chuck Lorre, Steven Molaro & David Bickel Idee: Damir Konjicija, Dario Konjicija & Teagan Wall   | 11,51 Mio.      |
| Während Sheldon beweist, dass die Gravitationsbeschleunigung unabhängig von der Art der Bewegung ist, kommt der Nachbarshund in die Garage, weshalb sich Sheldon, der eine panische Angst vor Hunden besitzt, versteckt. Als der Hund in der Nacht vor Sheldons Bett auftaucht, bringt ihn sein Vater zu den Nachbarn zurück, wobei ein Streit zwischen den Frauen der Familien entsteht. Meemaw möchte diesen am nächsten Tag mit der Nachbarin beilegen, was allerdings in einer Prügelei zwischen den beiden endet. Schließlich muss der Pastor den Streit zwischen beiden Parteien beenden. Sheldon hat sich unterdessen dazu entschlossen, seine Angst zu überwinden. Dafür schaut er sich Scooby-Doo und Welpen in der Tierhandlung an, bis er schließlich seinen ganzen Mut zusammennimmt und den Nachbarshund streichelt. Zur Belohnung schenkt ihm Meemaw einen Zierfisch, der allerdings versehentlich von Sheldons Vater getötet wird. |           |                                                       |                                                            |                      |                                                |                 |                                                                                                  |                 |
| 21 | 21        | Dr. Sturgis, Meemaw und der Morgen danach             | Summer Sausage, a Pocket Poncho, and Tony Danza            | 3. Mai 2018          | 8. Okt. 2018                                   | Alex Reid       | Chuck Lorre, Tara Hernandez & Connor Kilpatrick Idee: Steven Molaro, Eric Kaplan & Stacey Pulwer | 11,67 Mio.      |
| Sheldon lädt den Dozenten der Universität, Dr. Sturgis, zum gemeinsamen Abendessen ein, da er ihn und Meemaw zusammenbringen möchte. Meemaw erklärt Sheldon allerdings, dass es nicht hilfreich für ihre Beziehung zu Dr. Sturgis sei, wenn er immer dabei wäre, woraufhin sie ein Treffen zu zweit mit dem Dozenten vereinbart. Sheldons Vater ist unterdessen davon enttäuscht, dass Dr. Sturgis Sheldons einziges Vorbild ist, weshalb er von seiner Frau dazu gebracht wird, mehr Zeit mit Missy zu verbringen. Während Missy und er in einem vornehmen Restaurant essen sind und sich dabei annähern, kocht Dr. Sturgis für Meemaw ein Gericht der Sichuan-Küche. Meemaws Frage, ob er die Nacht mit ihr verbringen möchte, verneint er zunächst aus Höflichkeit, willigt später aber ein. Währenddessen ist Georgie alleine mit seiner Mutter und konfrontiert sie mit dem von Sheldon berechneten Fakt, dass sie als strenggläubige Christin offenbar vorehelichen Geschlechtsverkehr hatte. |           |                                                       |                                                            |                      |                                                |                 |                                                                                                  |                 |
| 22 | 22        | Vanilleeis, Herrenbesuche und die blühende Tulpe      | Vanilla Ice Cream, Gentleman Callers, and a Dinette Set    | 10. Mai 2018         | 8. Okt. 2018                                   | Jaffar Mahmood  | Chuck Lorre, Steven Molaro & Eric Kaplan Idee: Jeremy Howe, Damir Konjicija & Dario Konjicija    | 12,44 Mio.      |
| Während Meemaw mit John Sturgis frühstückt, ruft ihr ehemaliger Freund Ira Rosenbloom an und möchte sich mit ihr treffen. Mit der Begründung, nur ihren Spaß haben zu wollen, willigt sie einem Treffen ein, gesteht ihm allerdings, dass sie mit John zusammen ist, nachdem er ihr seine Zukunftspläne vorgestellt hat. Daraufhin entschließt sich Ira dazu, um Meemaw zu kämpfen, und schickt ihr anschließend neue Möbel. So erfährt John, dass noch jemand anderes hinter Meemaw her ist. Er beschließt, Ira einen Besuch abzustatten und die Sache zu regeln, wobei die beiden Männer bemerken, dass sie gut miteinander auskommen. Meemaw ist hingegen wenig davon begeistert, dass John hinter ihrem Rücken mit Ira gesprochen hat und auch Sheldon davon wusste. Damit die Beziehung funktionieren kann, setzen Meemaw, John und Sheldon schließlich einen Vertrag auf, in dem sie Grundregeln festlegen. |           |                                                       |                                                            |                      |                                                |                 |                                                                                                  |                 |

## Staffel 2
| Nr. (ges.) | Nr. (St.) | Deutscher Titel                                             | Originaltitel                                         | Erstausstrahlung USA | Deutschsprachige Erstausstrahlung (A/CH) | Regie                | Drehbuch                                                                                          | Zuschauer (USA) |
| --- | --------- | ----------------------------------------------------------- | ----------------------------------------------------- | -------------------- | ---------------------------------------- | -------------------- | ------------------------------------------------------------------------------------------------- | --------------- |
| 23 | 1         | Ein Kühlschrank, viele Zeitungen und Stützräder             | A High-Pitched Buzz and Training Wheels               | 24. Sep. 2018        | 7. Jan. 2019                             | Jaffar Mahmood       | David Bickel, Eric Kaplan & Jeremy Howe Idee: Chuck Lorre & Steven Molaro                         | 10,58 Mio.      |
| Sheldon findet heraus, dass er sehr geräuschempfindlich ist, kann deshalb aufgrund eines hochfrequenten Geräusches des Kühlschranks nicht einschlafen und übernachtet infolgedessen bei Meemaw. Am nächsten Tag beschließt er, das Küchengerät auseinanderzubauen, um dem Ursprung des Tones auf den Grund zu gehen. Da er aber nicht weiß, wie man den Kühlschrank wieder zusammenbaut, müssen seine Eltern einen Techniker bezahlen. George gibt die 200-Dollar-Rechnung an Sheldon weiter und fordert von seinem Sohn, ihm die Summe nach und nach zurückzuzahlen. Aus diesem Grund besorgt sich Sheldon einen Job als Zeitungsausträger, für den er täglich um fünf Uhr in der Früh aufstehen muss. Schon nach kurzer Zeit beeinflusst ihn die neue Arbeit sehr stark: bei jedem Wetter muss Sheldon mit dem Fahrrad durch die Nachbarschaft fahren, wobei er das Fahrradfahren erst noch mit Stützrädern lernen muss; morgens kommt er in der Schule des Öfteren zu spät; um sich konzentrieren zu können, trinkt er Kaffee und den Frust über seine Erschöpfung am Ende des Tages lässt er an seiner Familie aus. Um diesen Problemen entgehen zu können, stellt er schließlich Billy Sparks bei sich ein, der an seiner Stelle die Zeitungen austrägt und für ihn das Geld verdient.                               |           |                                                             |                                                       |                      |                                          |                      |                                                                                                   |                 |
| 24 | 2         | Das andere Wunderkind, seine Eltern und noch ein Bier       | A Rival Prodigy and Sir Isaac Neutron                 | 27. Sep. 2018        | 7. Jan. 2019                             | Mark Cendrowski      | Damir Konjicija, Dario Konjicija & Tara Hernandez Idee: Chuck Lorre, Steven Molaro & David Bickel | 10,21 Mio.      |
| Neben Sheldon lädt Dr. Sturgis auch Paige, ein weiteres begabtes Kind, das an der Quantenchromodynamik forscht, zu seinen Vorlesungen ein. Wie sich herausstellt ist sie noch intelligenter als Sheldon und wird so zum Liebling des Professors, was Sheldon eifersüchtig werden lässt. Doch auch Mary erfährt von dem Mädchen und sieht ihre Chance, Kontakt zu Eltern von einem anderen begabten Kind aufbauen zu können, die ihre Probleme mit Sheldon verstehen. Ihr Sohn ist zuerst zwar wenig begeistert von der Idee, sich erneut mit Paige zu treffen, stimmt aber zu, nachdem er im Fernsehen gesehen hat, wie auch sein Vorbild, der eigentlich gefühllose Spock, über sich hinauswuchs. Bei dem gemeinsamen Treffen stellt sich für Mary und George heraus, dass sie mit Paiges Eltern viel gemeinsam haben, obwohl Paige zwar genauso intelligent wie Sheldon, sonst allerdings ein ganz normales Mädchen ist. Auch beide Kinder erkennen gleichzeitig ihre gemeinsamen Ansichten und Interessen. |           |                                                             |                                                       |                      |                                          |                      |                                                                                                   |                 |
| 25 | 3         | Glaubenskrise, Oktopus-Aliens und die perfekte Mutter       | A Crisis of Faith and Octopus Aliens                  | 4. Okt. 2018         | 14. Jan. 2019                            | Jaffar Mahmood       | Steven Molaro, Maria Ferrari & Jeremy Howe Idee: Chuck Lorre, David Bickel & Eric Kaplan          | 10,68 Mio.      |
| Nachdem die minderjährige Tochter von Bekannten von Mary bei einem Autounfall ums Leben kam, fängt sie an, sich grundlegende Fragen über den Verlust ihrer Kinder, die Religion und das Leben nach dem Tod zu stellen. Pastor Jeff rät ihr, einen Bibelkreis zu gründen, ihren Garten zu einem „Glaubensgarten“ umzugestalten und ihre Gebete zu intensivieren, was sie auch umsetzt. Trotzdem verfällt Mary in eine Glaubenskrise, geht nicht mehr in die Kirche und spricht vor dem Essen auch kein Gebet mehr. Da Sheldon bemerkt, wie schlecht es seiner Mutter geht, kann er sie mittels Mäeutik, bei der seine Fragen auf einer wissenschaftlichen Grundlage basieren, davon überzeugen, an ihrem Glauben festzuhalten. |           |                                                             |                                                       |                      |                                          |                      |                                                                                                   |                 |
| 26 | 4         | Steuererklärung, Fischsauce und kein Vorbild mehr           | A Financial Secret and Fish Sauce                     | 11. Okt. 2018        | 14. Jan. 2019                            | Jonathan Judge       | Steven Molaro, Damir Konjicija & Dario Konjicija Idee: Chuck Lorre, David Bickel & Jeremy Howe    | 11,18 Mio.      |
| Während Sheldon die Steuererklärung seiner Eltern macht, fällt ihm auf, dass ein Scheck in Höhe von 300 Dollar fehlt. Sein Vater will ihm zwar nicht sagen, wofür der Scheck ausgestellt wurde, bittet ihn aber, dieses Geheimnis vor Mary zu verschweigen. Infolgedessen geht Sheldon seiner Mutter aus dem Weg, was schließlich dazu führt, dass er bei Tam übernachtet. Dort redet er sich das Geheimnis von der Seele und zieht so den Schluss, dass sein Vater ihn nie mit diesem hätte betrauen dürfen. Nachdem Sheldon seinem Vater mitgeteilt hat, dass er für ihn kein Vorbild mehr sei, packt George gegenüber seiner Frau Sheldon zuliebe mit der Wahrheit aus: als Meemaw eines Abends zusammen mit Georgie eine Bar besuchte und sich betrank, musste ihr Enkel sie nach Hause fahren. Als beide von der Polizei angehalten wurden, tauschten sie schnell die Plätze, die betrunkene Meemaw wurde verhaftet und George stellte die Kaution. Enttäuscht von den dreien ordnet Mary an, dass ihr Mann und ihr Sohn vorübergehend bei Meemaw wohnen müssen. Letztere revanchiert sich dafür, dass George sie verraten hat und erzählt Mary, dass ihr Mann einmal Bier in die Kirche schmuggelte, sich betrank und im Anschluss den kircheneigenen Gemüsegarten wässerte.                                        |           |                                                             |                                                       |                      |                                          |                      |                                                                                                   |                 |
| 27 | 5         | Eine Studie, ein Gürtel und Affen zum Tee                   | A Research Study and Czechoslovakian Wedding Pastries | 18. Okt. 2018        | 21. Jan. 2019                            | Jude Weng            | Chuck Lorre, David Bickel & Eric Kaplan Idee: Steven Molaro, Damir Konjicija & Dario Konjicija    | 11,00 Mio.      |
| Dr. Sturgis tritt an George und Mary heran und erzählt ihnen von einer bezahlten Studie in Houston, bei der die unterschiedliche Entwicklung von Zwillingen untersucht werden soll. Sheldons Vater kann seine Frau mit dem Argument überzeugen, dass sie das Geld für die College-Ausbildungen ihrer Kinder sparen könnten, während er sich insgeheim nur ein eigenes Boot kaufen möchte. Bei den Gesprächen der Studie kann Sheldon vor allem bei wissenschaftlichen Fragen punkten, während er keine Empathie empfinden kann. Missy kann sich hingegen gut in andere Menschen hineinversetzen und hilft auch dabei, das äußere Erscheinungsbild ihrer Gesprächspartnerin zu verbessern, sodass sich beide Forscher näher kommen. Während des Gesprächs offenbart sich aber auch, dass sich Missy in der Familie alleingelassen fühlt, weshalb sich Mary vornimmt, in Zukunft mehr für ihre Tochter da zu sein. |           |                                                             |                                                       |                      |                                          |                      |                                                                                                   |                 |
| 28 | 6         | Ein Abend mit Satan, Carl Sagan und der heißen Veronica     | Seven Deadly Sins and a Small Carl Sagan              | 25. Okt. 2018        | 28. Jan. 2019                            | Chris Koch           | Chuck Lorre, Eric Kaplan & Connor Kilpatrick Idee: Chuck Lorre, David Bickel & Jeremy Howe        | 10,96 Mio.      |
| Pastor Jeff beauftragt Mary damit, für Halloween ein „Haus der Qualen“ zu entwerfen, durch das Besucher davon abgehalten werden sollen, zu sündigen, und sich stattdessen zum Glauben zu bekehren. Dafür sucht sie Sheldons Lehrer Gene Lundy, einen Schauspieler, auf und plant mit ihm die Umsetzung der sieben Todsünden. Doch Lundy reißt schon bald das Projekt an sich, schreibt eigene Drehbücher und castet sich selbst in der Hauptrolle des Satans. Unterdessen bittet Georgie Sheldon, ihn der an der Schule begehrten Veronica Duncan vorzustellen, der Sheldon Nachhilfeunterricht gibt. Während Sheldon an Halloween als Carl Sagan verkleidet zusammen mit Missy, Tam und Billy Sparks um die Häuser zieht, kommen sich Georgie und Veronica näher. Doch als beide das von Lundy und Mary entworfene „Haus der Qualen“ besuchen, erkennt Veronica im Zimmer der Wollust ihre Sünde und bekennt sich bei Mary zum Glauben. |           |                                                             |                                                       |                      |                                          |                      |                                                                                                   |                 |
| 29 | 7         | C-14, ein Waschbär und die Neandertaler                     | Carbon Dating and a Stuffed Raccoon                   | 1. Nov. 2018         | 10. Feb. 2019                            | Rebecca Asher        | Steven Molaro, Eric Kaplan & Tara Hernandez Idee: Chuck Lorre, Damir Konjicija & Dario Konjicija  | 11,07 Mio.      |
| Sheldon wird von seinem Vater zu einer Vorlesung über die Radiokarbonmethode im Natural Science Museum of Texas gefahren. Dort trifft er auf Paige, die ebenfalls an der Vorlesung teilnimmt, diese jedoch langweilig findet. Als sich Sheldon und Paige davonstehlen und eine geschlossene Ausstellung über die Neandertaler besuchen, offenbart sie ihm, dass sie glaube, dass sich ihre Eltern scheiden lassen werden. Diese Erfahrung muss auch George machen, der in einem Café auf Sheldon wartend nacheinander mit den Eltern von Paige spricht, die beide offenbaren, dass es in ihrer Beziehung nicht läuft. Währenddessen helfen Missy und Georgie Meemaw dabei, ihren alten Krempel bei einem selbstorganisierten Flohmarkt zu verkaufen. Doch dabei stellt sich für Sheldons Großmutter heraus, dass sie an einigen Gegenständen ihres verstorbenen Mannes noch ziemlich hängt. |           |                                                             |                                                       |                      |                                          |                      |                                                                                                   |                 |
| 30 | 8         | Die Videoprinzessin, Tante Emelda und das Reifengenie       | An 8-Bit Princess and a Flat Tire Genius              | 8. Nov. 2018         | 17. Feb. 2019                            | Jaffar Mahmood       | Steven Molaro, David Bickel & Tara Hernandez Idee: Chuck Lorre, Damir Konjicija & Dario Konjicija | 11,00 Mio.      |
| Als Meemaw eine Spielkonsole gewinnt und diese Sheldon schenkt, entwickeln beide eine kleine Spielsucht, wobei Sheldon selbst im Traum auf Lösungen für einzelne Level kommt, Meemaw hingegen hinter Sheldons Rücken heimlich weiterspielt. Schließlich kommt es soweit, dass Meemaw Sheldon von der Schule mit der Begründung, es gebe einen familiären Notfall, befreit, sodass beide das Videospiel schließlich beenden und die 8-Bit-Prinzessin befreien können. Unterdessen mussten Georgie und sein Vater mit dem Auto aufgrund eines Defekts in Herschels Autowerkstatt fahren. Als Georgie erkennt, dass das Problem offensichtlich beim Thermostat liegt, bietet Herschel ihm einen Nebenjob in der Werkstatt an. Da sich dieser allerdings mit seinem Footballtraining überschneidet und Georgie sich schließlich für den Job entscheidet, zerbricht das gute Verhältnis zu seinem Vater vorübergehend. |           |                                                             |                                                       |                      |                                          |                      |                                                                                                   |                 |
| 31 | 9         | Psychologie, Oklahoma und der Pseudo-Ferrari                | Family Dynamics and a Red Fiero                       | 15. Nov. 2018        | 26. Feb. 2019                            | Alex Reid            | Chuck Lorre, Eric Kaplan & Jeremy Howe Idee: Steven Molaro, Maria Ferrari & Tara Hernandez        | 10,77 Mio.      |
| Als Sheldon sich in der zehnten Klasse für das Wahlfach Psychologie entscheidet, gibt ihm Mr. Givens über Thanksgiving die Aufgabe, die Familiendynamik zu beobachten. So muss Sheldon feststellen, dass sein Vater ein Jobangebot von einer Universität in Oklahoma bekommen hat und nun die Familie überzeugen will, mit ihm dorthin zu ziehen. Mary ist allerdings gar nicht von der Idee begeistert und beschließt deshalb zusammen mit Meemaw, beim gemeinsamen Familienessen unterschwellig ihre Ablehnung kundzutun. Als es zum Streit kommt, verlässt George wütend das Haus, kauft sich einen Sportwagen und fährt anschließend allein zu seinem neuen Arbeitsplatz. Obwohl dieser ihn sehr begeistert, entschließt er sich im Sinne der Familie schließlich dazu, seine Umzugspläne aufzugeben. |           |                                                             |                                                       |                      |                                          |                      |                                                                                                   |                 |
| 32 | 10        | Scherze, Fahrstunden und Bazinga                            | A Stunted Childhood and a Can of Fancy Mixed Nuts     | 6. Dez. 2018         | 5. März 2019                             | Rebecca Asher        | Chuck Lorre, Steven Molaro & Tara Hernandez                                                       | 10,91 Mio.      |
| Während Paige bei Missy übernachtet, ist Sheldon davon genervt, dass sie sich trotz ihres Intellekts wie eine normale Zehnjährige verhält. Als sie ihm jedoch erzählt, dass in Studien bewiesen wurde, dass Kinder, die keine Kindheit gehabt hätten, als Erwachsene Verhaltensstörungen bekommen würde, entschließt sich Sheldon, zur Prävention Spaß zu haben. Nachdem ihm beim Schaukeln übel wurde, entdeckt er im Comicladen die „Bazinga“-Scherzartikel, die er an seiner Familie testet und so anfängt, nach jedem Streich „Bazinga“ zu sagen. Unterdessen möchte John das Autofahren erlernen, allerdings mit Meemaw als Lehrerin. Nachdem er den Theorietest absolviert hat, gestehen sich beide schließlich bei einer Fahrstunde gegenseitig, dass sie sich lieben. |           |                                                             |                                                       |                      |                                          |                      |                                                                                                   |                 |
| 33 | 11        | Mathe, Alf und zwei Veilchen                                | A Race of Superhumans and a Letter to Alf             | 3. Jan. 2019         | 12. März 2019                            | Jaffar Mahmood       | Chuck Lorre, Steven Molaro & Eric Kaplan Idee: Tara Hernandez, Damir Konjicija & Dario Konjicija  | 10,89 Mio.      |
| Als Missy Sheldon bittet, ihr bei der Bruchrechnung weiterzuhelfen, erkennt er, dass er mit ihr einen modifizierten Menschen, den „Homo novus“, erschaffen könnte. So leiht er sich in der Schulbibliothek Bücher über die Lehren von Sokrates aus, in denen die Theorie aufgestellt wird, dass jeder Mensch bereits über alles Wissen verfüge und man dieses nur hervorholen müsse. Unterdessen nimmt Georgie an der Gebetsstunde seiner Mutter teil, da bei dieser auch Veronica anwesend ist. Als er ihr später erzählt, dass Gott in seinen Gebeten gewollt hätte, dass beide mehr Zeit zusammen verbringen, nehmen Georgie und Veronica gemeinsam am Gottesdienst teil und lassen sich später zusammen taufen. Im Anschluss küsst er Veronica, was mit einem Veilchen und Hausarrest für ihn endet. Auch Sheldon, der aufgrund des Misserfolges seiner Taktik gegenüber Missy als Motivationshilfe ihrer Puppe die Haare abschneidet, trägt ein blaues Auge davon. |           |                                                             |                                                       |                      |                                          |                      |                                                                                                   |                 |
| 34 | 12        | Bauchweh, Käpt’n Ahab und ein Loch im Herzen                | A Tummy Ache and a Whale of a Metaphor                | 10. Jan. 2019        | 19. März 2019                            | Mark Cendrowski      | Tara Hernandez, Jeremy Howe & Connor Kilpatrick Idee: Chuck Lorre & Steven Molaro                 | 12,05 Mio.      |
| Sheldon bekommt in der Schule Bauchschmerzen und stellt im Krankenzimmer die Hypothese auf, dass er Cholera habe. Als die Schmerzen schlimmer werden, muss er von seinen Eltern ins Krankenhaus gefahren werden, wo die Ärzte feststellen, dass seine Gallenblase entfernt werden muss. Obwohl die Operation erfolgreich verläuft, muss er für einige Tage zur Beobachtung auf der Krankenstation bleiben, woraufhin er anfängt, seine Pfleger zu nerven, da er viel lieber bei sich zu Hause sein würde. Im Anschluss wird ein anderer Junge namens Ricky auf sein Zimmer verlegt. Zuerst wenig begeistert fängt er an, sich mit ihm anzufreunden und erfährt so, dass Ricky Herzprobleme hat. Nachdem Sheldon entlassen wurde, erkundigt er sich nach Ricky, der die OP erfolgreich überstanden hat. George, der davon geplagt wird, dass er die Schmerzen seines Sohnes zuerst nicht ernst genommen hat, schenkt Sheldon daraufhin ein neues Teleskop. |           |                                                             |                                                       |                      |                                          |                      |                                                                                                   |                 |
| 35 | 13        | Atomkraft, Liebeskummer und Dads erster Schwarm             | A Nuclear Reactor and a Boy Called Lovey              | 17. Jan. 2019        | 27. Aug. 2019                            | Chris Koch           | Chuck Lorre, Steven Molaro & Eric Kaplan Idee: Chuck Lorre, Steven Molaro & Tara Hernandez        | 11,46 Mio.      |
| Als George seinem Sohn gegenüber äußert, dass ihre Stromrechnung viel zu hoch sei, beschließt Sheldon, eigenen Strom für den Verbrauch herzustellen. Mr. Givens schlägt ihm fossile Brennstoffe, Windenergie, Wasserkraft und Sonnenenergie vor, doch Sheldon äußert zu jeder Methode seine Bedenken. Schließlich bringt ihn sein Lehrer auf das Thema Atomkraft und so erkundigt sich Sheldon bei Dr. Sturgis, wie er in größeren Mengen an radioaktive Stoffe für seinen eigenen Kernreaktor gelangen kann. Da Sheldon weder nicht-explodierte Atombomben noch einen Röntgenapparat besitzt, kommt John auf die Idee, Sheldon könnte Americium 241 aus Rauchmeldern extrahieren. So gelangt Sheldon an eine größere Menge kaputter Rauchmelder und beginnt damit, den radioaktiven Stoff zu gewinnen, benachrichtigt dabei allerdings selbst die Behörden, die schließlich mit Kontaminationsanzügen und Geigerzählern bei ihm zu Hause erscheinen. Währenddessen hat Georgie wegen Veronica Liebeskummer, da sie nun fest vergeben ist. Außerdem nimmt John Meemaw zu einem Treffen von Wissenschaftlern mit, wo sie mit ihrem Halbwissen durch Sheldon punkten kann, gleichzeitig aber auch das Interesse von Dr. Linkletter weckt, der mit ihr flirtet und damit den Zorn von John auf sich zieht.                   |           |                                                             |                                                       |                      |                                          |                      |                                                                                                   |                 |
| 36 | 14        | Tommy, Jason und die Schulhofschlägerei                     | David, Goliath and a Yoo-hoo from the Back            | 31. Jan. 2019        | 3. Sep. 2019                             | Jaffar Mahmood       | Steven Molaro, Maria Ferrari & Tara Hernandez Idee: Chuck Lorre, Jeremy Howe & Stacey Pulwer      | 11,58 Mio.      |
| Als Sheldon mitbekommt, wie Georgie von einem älteren Schüler drangsaliert wird, stellt er den Schläger, Tommy Clarkson, zur Rede. Dieser erklärt, Georgie habe sich an seine Freundin rangemacht, und beide freunden sich tatsächlich miteinander an. In der Schule wird Sheldon fortan respektiert wie auch gefürchtet und auch bei sich zu Hause kann er gegenüber Georgie Tommy als Druckmittel benutzen, um seinen Willen durchzusetzen. Als sich Sheldon jedoch mit Jason, einem weiteren Schulschläger, anlegt, fordert dieser einen Kampf mit Tommy. Bei diesem versucht Sheldon zwar, seinen neuen Freund mit einer Steinschleuder zu unterstützen, ergreift jedoch die Flucht und wird letztendlich von Jason in dessen Spind eingesperrt. Währenddessen äußert Missy ihrer Mutter gegenüber, dass sie viel lieber die lockere Meemaw als Elternteil hätte, da Mary ihr nicht erlaubt, sich zu schminken. Doch Meemaw kann Missy Marys Liebe zu ihr vor Augen führen, als sie erzählt, dass ihre Tochter als Jugendliche ebenfalls eine Rebellin war, bei der Geburt von Missy allerdings schwor, gläubig zu werden, sofern ihre Tochter die Komplikationen bei der Entbindung überleben würde. |           |                                                             |                                                       |                      |                                          |                      |                                                                                                   |                 |
| 37 | 15        | Der Mathe-Notfall, das Schlafzimmer-Problem und der Veteran | A Math Emergency and Perky Palms                      | 7. Feb. 2019         | 10. Sep. 2019                            | Jaffar Mahmood       | Tara Hernandez, Jeremy Howe & Connor Kilpatrick Idee: Chuck Lorre & Steven Molaro                 | 12,06 Mio.      |
| Bei einem Test über den Elektromagnetismus in einer Vorlesung von Dr. Sturgis erreicht Sheldon nur 95 % der maximalen Punktzahl. Dr. Sturgis beharrt darauf, dass nur die Maxwell-Gleichungen die korrekte Lösung liefern, während Sheldon der Ansicht ist, dass auch andere Wege zulässig seien. In der Schule lässt er deshalb den Matheunterricht ausfallen, um in der Bibliothek den Beweis dafür zu liefern. Gleichzeitig übernimmt Mary die Aufgaben vom erkälteten Pastor Jeff und muss so zuerst als Eheberaterin für ein frisch vermähltes Paar mit Problemen im Schlafzimmer fungieren und sich im Anschluss im Auftrag der Kirche um einen verwitweten Veteranen kümmern. Am Abend legt Sheldon den Beweis für die Korrektheit seines Lösungsweges Dr. Sturgis vor, doch dieser bezeichnet ihn als Schwachsinn. Nur gegenüber Meemaw offenbart er, dass er sich womöglich geirrt habe, und legt Sheldon am nächsten Tag den nachkorrigierten Test mit 100 % vor. Sheldon ist überrascht davon, dass Dr. Sturgis den Mut hatte, seinen Fehler einzugestehen, und beschließt, dies zukünftig ebenso zu tun. |           |                                                             |                                                       |                      |                                          |                      |                                                                                                   |                 |
| 38 | 16        | Das Toastbrot, der Kommunismus und die Flagge               | A Loaf of Bread and a Grand Old Flag                  | 21. Feb. 2019        | 17. Sep. 2019                            | Alex Reid            | Tara Hernandez, Jeremy Howe & Connor Kilpatrick Idee: Chuck Lorre & Steven Molaro                 | 11,31 Mio.      |
| Sheldon stellt in der Schule fest, dass sein Pausenbrot anders schmeckt als sonst. Da seine Mutter schwört, alles so zubereitet zu haben wie immer, untersuchen er und Tam die einzelnen Bestandteile und finden so heraus, dass es am Toastbrot liegt. In einem Telefonat zwischen Sheldon und dem Hersteller versichert dieser, dass sich die Rezeptur nicht verändert hat, nur dass man die Produktion beschleunigt habe. Gegen diese Reform sammelt Sheldon Unterschriften vor einem Supermarkt, doch als ihn ein Nachrichtensender interviewt und er eine zentralisierte Kontrolle der Unternehmen vorschlägt, wird er in den Medien als Kommunist dargestellt. Infolgedessen hat die Familie mit Anfeindungen und Konflikten zu kämpfen: Mary bekommt Probleme in der Kirche; George wird von Principal Petersen beinahe gefeuert; zu Georgie hält nur Veronica, die sich von ihrem Freund wieder getrennt hat und Tam wird von seiner Mutter der Kontakt zu Sheldon verboten. Um diese Situation zu beenden, besuchen Sheldon und sein Vater die Nachrichtensendung und versichern dort, dass sie keine Kommunisten sind und ihr Land lieben würden. |           |                                                             |                                                       |                      |                                          |                      |                                                                                                   |                 |
| 39 | 17        | Einstein, die Geige und eine Gehaltserhöhung                | Albert Einstein and the Story of Another Mary         | 7. März 2019         | 24. Sep. 2019                            | Beth McCarthy Miller | Chuck Lorre, Steven Molaro & Steve Holland Idee: Chuck Lorre, Steven Molaro & Eric Kaplan         | 11,57 Mio.      |
| Da Sheldons großes Vorbild, Albert Einstein, bei der Formulierung seiner Theorien Violine spielte, möchte auch er sich an das Musikinstrument heranwagen. So leiht er sich in der Schule eine Geige zusammen mit einer Anleitungs-Videokassette aus und übt bei sich zu Hause, doch die restlichen Familienmitglieder sind von den schiefen Tönen nicht begeistert. Sheldon denkt, das Problem bestehe darin, dass er kein Jude wie Einstein ist, und versucht aus diesem Grund, zum Judentum zu konvertieren. Der zuständige Rabbi überzeugt ihn jedoch, nicht seinen Vorbildern nachzueifern, sondern vielmehr seinen eigenen Weg zu gehen, weshalb er wieder ein „atheistischer Baptist“ wird. Zeitgleich ist sich Mary sicher, dass sie erneut schwanger ist. Ein Schwangerschaftstest bringt Gewissheit und so teilt sie ihrem Mann die frohe Kunde am Abend mit. Dieser weiß jedoch nicht, wie er die Familie zukünftig finanzieren soll und bittet schließlich Principal Petersen um eine Gehaltserhöhung, die ihm gewährt wird. Am nächsten Tag erfährt George von seiner Frau allerdings, dass sie das Baby verloren hat. |           |                                                             |                                                       |                      |                                          |                      |                                                                                                   |                 |
| 40 | 18        | Das Traumergebnis, der Probelauf und die Feuerwehr          | A Perfect Score and a Bunsen Burner Marshmallow       | 4. Apr. 2019         | 1. Okt. 2019                             | Chris Koch           | Steven Molaro, Eric Kaplan & Jeremy Howe Idee: Chuck Lorre, David Bickel & Tara Hernandez         | 10,50 Mio.      |
| Principal Petersen teilt Sheldon mit, dass er die volle Punktzahl im College-Vortest erreicht habe und deshalb schon mehrere Universitäten angerufen hätten, um Sheldon für sich zu gewinnen. Mary ist zuerst nicht davon begeistert, dass ihr Sohn bald schon nicht mehr bei ihr wohnen könnte, lässt sich nach längerer Diskussion aber auf einen Probelauf ein. Bei diesem soll Sheldon für eine Nacht zu Dr. Sturgis, der direkt bei der Universität wohnt, ziehen. Im ersten Moment ist er zwar begeistert, dass er bei John mehr Freiheiten als bei sich zu Hause genießt, doch noch einer Verkettung unglücklicher Umstände bricht schließlich ein Feuer in der Wohnung aus. Infolgedessen erkennen Dr. Sturgis und Sheldon beide, dass sie nicht für ein gemeinsames Zusammenleben bestimmt sind. |           |                                                             |                                                       |                      |                                          |                      |                                                                                                   |                 |
| 41 | 19        | Wahlkampf, Lügen und ein Yankee                             | A Political Campaign and a Candy Land Cheater         | 25. Apr. 2019        | 7. Okt. 2019                             | Jude Weng            | Steven Molaro, David Bickel & Steve Holland Idee: Chuck Lorre, Damir Konjicija & Dario Konjicija  | 10,46 Mio.      |
| Während des Naturwissenschaftsunterrichts erkennt Sheldon, in welch schlechtem Zustand sich sämtliche Geräte befinden. Sein Vater erzählt beim Abendessen hingegen davon, dass das Footballteam wieder Geld übrig hatte. Aus diesem Grund sucht Sheldon am nächsten Tag Principal Petersen auf und bittet ihn, das Budget umzuverteilen. Da dieser seine Forderung verweigert, beschließt Sheldon, sich als Schülersprecher wählen zu lassen und so Einfluss auf die Schule zu nehmen. Beim Bürgermeister erkundigt er sich nach passenden Wahlkampfstrategien und verteilt infolgedessen Wahlgeschenke an seine Mitschüler. Seine einzige Kontrahentin, die beliebte Nell Cavanaugh, beginnt jedoch damit, auf Plakaten mit aus dem Zusammenhang gerissenen Zitaten von Sheldon gegen ihren Mitstreiter zu hetzen. Auch während ihrer abschließenden Wahlrede spricht sie nur Sheldons Ablehnung gegenüber der Kirche sowie des Footballteams an. Sheldon, der eigentlich mit Inhalten den Wahlkampf gewinnen wollte, holt schließlich einen Zettel von Missy mit Informationen über Nell heraus und offenbart dem Publikum, dass seine Kontrahentin in Wirklichkeit in New York geboren und Fan der New York Yankees ist. Dadurch kann er die Schülerschaft auf seine Seite holen und die Schülersprecherwahl gewinnen. |           |                                                             |                                                       |                      |                                          |                      |                                                                                                   |                 |
| 42 | 20        | Ein Gast, ein Jahrestag und ein Körpertausch                | A Proposal and a Popsicle Stick Cross                 | 2. Mai 2019          | 7. Okt. 2019                             | Jaffar Mahmood       | Steven Molaro, Tara Hernandez & Jeremy Howe Idee: Chuck Lorre, David Bickel & Steve Holland       | 10,73 Mio.      |
| Die Familie Cooper nimmt Veronica bei sich für ein paar Tage auf, da es bei ihr zu Hause Probleme mit dem alkoholabhängigen Freund ihrer Mutter gibt. Als Georgie diese Nachricht erfährt, räumt er von alleine sein Zimmer auf und betreibt Körperpflege. Er wittert die Chance, Veronica endlich näher kommen zu können, doch diese hält von ihm Abstand, nachdem sie bemerkt, dass sie Gefühle für ihn entwickelt, und unternimmt stattdessen etwas mit Missy. Als eines Abends der Freund ihrer Mutter vor der Haustür steht und sie wieder zu sich nach Hause nehmen möchte, wird sie von George und Georgie verteidigt. Währenddessen macht John Meemaw bei ihrem einjährigen Jubiläum einen Heiratsantrag, doch Sheldons Großmutter lehnt ab, nicht, da sie keine Gefühle für ihn hegt, sondern vielmehr, weil sie eine unabhängige Frau bleiben möchte. Doch als John zutiefst gekränkt vorübergehend den Kontakt abbricht, schaltet sie in der Zeitung eine Annonce, in der sie ihm ihre Liebe gesteht. |           |                                                             |                                                       |                      |                                          |                      |                                                                                                   |                 |
| 43 | 21        | Ein gebrochenes Herz, ein Krokomonster und eine Polizistin  | A Broken Heart and a Crock Monster                    | 9. Mai 2019          | 7. Okt. 2019                             | Alex Reid            | Steven Molaro, Tara Hernandez & Jeremy Howe Idee: Chuck Lorre, Damir Konjicija & Dario Konjicija  | 10,48 Mio.      |
| Da Sheldons Schule für einen Tag geschlossen ist, damit die Lehrer ihren administrativen Aufgaben nachgehen können, nimmt Mary ihren Sohn zu ihrer Arbeit in der Kirche mit. Dort findet er das Spendenbuch und ist überrascht darüber, dass die Spenden immer weiter zurückgehen. Aus diesem Grund beschließt er zusammen mit Missy, bei den Kirchenmitgliedern Geld einzutreiben. Gleichzeitig offenbart Pastor Jeff Sheldons Mutter, dass es in seiner Ehe nicht läuft. Daraufhin lädt Mary ihn zum Abendessen bei sich ein, was durch Georgie schließlich dazu führt, dass Pastor Jeff bei den Coopers übernachtet und mit ihnen über seine Probleme spricht. Am nächsten Tag bittet er Mary, ihn zu sich nach Hause zu begleiten, wo er nicht allein mit seiner Frau reden möchte. Doch alles was sie dort vorfinden ist ein Abschiedsbrief, in dem sich Jeffs Frau von ihm trennt. Nachdem er nur wenig später eine rote Ampel überfahren hat, lernt Jeff eine Polizistin kennen, zu der er sich hingezogen fühlt und die auch ein Auge auf ihn geworfen zu haben scheint. |           |                                                             |                                                       |                      |                                          |                      |                                                                                                   |                 |
| 44 | 22        | Köttbullar, Neutrinos und Tai Chi auf dem Dach              | A Swedish Science Thing and the Equation for Toast    | 16. Mai 2019         | 7. Okt. 2019                             | Jaffar Mahmood       | Steven Molaro, Eric Kaplan & Tara Hernandez Idee: Chuck Lorre, Damir Konjicija & Dario Konjicija  | 13,60 Mio.      |
| Sheldon und Dr. Sturgis installieren einen Kurzwellenempfänger auf dem Dach, um die Vergabe des Nobelpreises für Physik 1990 live miterleben zu können. Dabei kommen beide auch darauf zu sprechen, dass Johns großer Traum, der Gewinn dieses Preises, nie in Erfüllung ging, was den Universitätsprofessor ein wenig in Depressionen verfallen lässt. Sheldon lädt derweil die gesamte Schule zu sich ein, um mit ihm die Radioübertragung anzuhören, aber niemand erscheint. Außerdem gewinnt nicht der von ihm präferierte Frederick Reines für die Entdeckung des Neutrinos, sondern Henry Way Kendall, Jerome Isaac Friedman und Richard Edward Taylor für den Nachweis der Quarks, was ihm zusätzlich schlechte Stimmung verleiht. |           |                                                             |                                                       |                      |                                          |                      |                                                                                                   |                 |

## Staffel 3
| Nr. (ges.) | Nr. (St.) | Deutscher Titel                                         | Originaltitel                                            | Erstausstrahlung USA | Deutschsprachige Erstveröffentlichung (CH/D) | Regie             | Drehbuch                                                                                           | Zuschauer (USA) |
| --- | --------- | ------------------------------------------------------- | -------------------------------------------------------- | -------------------- | -------------------------------------------- | ----------------- | -------------------------------------------------------------------------------------------------- | --------------- |
| 45 | 1         | Schneekugeln und Geldregen                              | Quirky Eggheads and Texas Snow Globes                    | 26. Sep. 2019        | 2. Jan. 2020                                 | Jaffar Mahmood    | Steven Molaro, Steve Holland & Maria Ferrari Idee: Chuck Lorre, Tara Hernandez & Jeremy Howe       | 8,24 Mio.       |
| Da sich Sheldon zunehmend isoliert, macht sich seine Mutter Mary Sorgen, er könnte dieselben psychischen Erkrankungen bekommen, wegen der der ebenfalls hochbegabte Dr. Sturgis gerade in einer Nervenheilanstalt einsitzt. Subtil versucht sie, Sheldons Aufmerksamkeit auf dieses Thema zu lenken, doch ihr Sohn vermutet stattdessen durch ihre für ihn seltsamen Fragen eine psychische Störung ihrerseits. Der Konflikt zwischen beiden endet schließlich mit einem gemeinsamen Besuch beim Therapeuten, wo Mary Sheldon über den aktuellen Zustand von Dr. Sturgis informiert und er sie von seiner mentalen Gesundheit überzeugen kann. Währenddessen hat Georgie die Geschäftsidee, bei einem Ladenausverkauf dutzende Texas-Schneekugeln billig zu erwerben und im Anschluss teuer an seine Nachbarn weiterzuverkaufen. Anfängliche Startschwierigkeiten und die fehlende Rückendeckung seiner Familie spornen ihn schließlich dazu an, es weiter zu versuchen, was letztendlich erfolgreich für ihn endet. |           |                                                         |                                                          |                      |                                              |                   | |                 |
| 46 | 2         | Die Besenkammer und das Teufelsspiel                    | A Broom Closet and Satan’s Monopoly Board                | 3. Okt. 2019         | 9. Jan. 2020                                 | Alex Reid         | Tara Hernandez, Jeremy Howe & Connor Kilpatrick Idee: Chuck Lorre, Steven Molaro & Steve Holland   | 8,35 Mio.       |
| Da Sheldon nicht mehr an den Vorlesungen von Dr. John Sturgis teilnehmen kann, beschließt er, die Schulstunden zu schwänzen und sich stattdessen in der Bibliothek selbst zu unterrichten, was seine Lehrer sehr erfreut. Als George dies durch seine Kollegen mitbekommt und Sheldon ihm erklärt, dass er durch normalen Unterricht nichts lerne, macht Meemaw den Vorschlag, Sheldon könnte an den Vorlesungen von Johns Kollegen Dr. Linkletter teilnehmen. Zu Sheldons Unmut gestaltet Dr. Linkletter seine Vorlesungen aber nicht so wie Dr. Sturgis, was schließlich in einem Streitgespräch zwischen den beiden über die Superstringtheorie mündet. Auch Mary und George haben unterdessen einen durch Sheldon ausgelösten Streit über die Arbeitsverteilung im Haushalt. Als George erkennt, dass er seine Frau in der Ehe zu wenig verwöhnt, lädt er sie zum Essen in ein Restaurant ein, wo beide über die Vorteile eines Lebens ohne Kinder fantasieren. |           |                                                         |                                                          |                      |                                              |                   | |                 |
| 47 | 3         | Der Jungunternehmer und der lästige Verehrer            | An Entrepreneurialist and a Swat on the Bottom           | 10. Okt. 2019        | 16. Jan. 2020                                | Mark Cendrowski   | Steven Molaro, Eric Kaplan & Jeremy Howe Idee: Steve Holland, Maria Ferrari & Connor Kilpatrick    | 7,63 Mio.       |
| Sheldon und seine Meemaw werden von Dr. Linkletter zu einer Robotik-Vorlesung eingeladen. Meemaw ist jedoch skeptisch und äußert den Verdacht, dass Dr. Linkletter Sheldon nur als Köder benutzt, um insgeheim Zeit mit ihr verbringen zu können. Als Sheldon dies nicht glauben möchte und seiner Großmutter Selbstsüchtigkeit vorwirft, kommt es zum Streit innerhalb der Familie. Sheldon fühlt sich zunehmend missverstanden und allein, weshalb er Dr. Sturgis in der Nervenheilanstalt in Rusk besuchen möchte. Daraufhin kauft er sich ein Busticket und hinterlässt Missy eine verschlüsselte Botschaft über seinen Aufenthaltsort, die von seinen Eltern erst Stunden später entschlüsselt werden kann. Trotzdem wird Sheldon noch auf dem Weg nach Rusk von State Troopern abgefangen und zurück nach Hause gebracht, wo er sich gegenüber seiner Familie für sein Verhalten entschuldigt. |           |                                                         |                                                          |                      |                                              |                   | |                 |
| 48 | 4         | Hobbits und die Wissenschaftspause                      | Hobbitses, Physicses and a Ball with Zip                 | 17. Okt. 2019        | 23. Jan. 2020                                | Jaffar Mahmood    | Steve Holland, Maria Ferrari & Connor Kilpatrick Idee: Steven Molaro, Eric Kaplan & Tara Hernandez | 7,94 Mio.       |
| Während Sheldon versucht, die einheitliche Feldtheorie zu lösen, vernachlässigt er seine Ernährung und seinen Schlaf. Aus Sorge ordnet ihm seine Mutter daher eine Pause von der Wissenschaft an. Meemaw versucht daraufhin, für Sheldon ein neues, wissenschaftsfreies Hobby zu finden, doch weder Aerobic, noch Bingo oder Bowling können ihren Enkel überzeugen. Schließlich entdeckt Sheldon die Fantasy-Welt für sich und liest zum Unmut seiner Mutter Der Herr der Ringe. Infolgedessen beschäftigen ihn vor allem Kontinuitätsfehler innerhalb der Werke, woraufhin er sich zum Ziel setzt, eine vollständige Chronologie der Phantasiewelt zu erarbeiten. Währenddessen möchte Missy Baseball erlernen, um ihren Schwarm Marcus zu beeindrucken. Beim gemeinsamen Training mit ihrem Vater nähern sich beide weiter aneinander an. |           |                                                         |                                                          |                      |                                              |                   | |                 |
| 49 | 5         | Eine Ananas und eine männliche Busenfreundschaft        | A Pineapple and the Bosom of Male Friendship             | 24. Okt. 2019        | 30. Jan. 2020                                | Alex Reid         | Steven Molaro, Tara Hernandez & Jeremy Howe Idee: Chuck Lorre, Steve Holland & Maria Ferrari       | 8,66 Mio.       |
| Als Dr. John Sturgis aus der Nervenheilanstalt entlassen wird, werden er und Meemaw von Mary zum gemeinsamen Abendessen eingeladen. Mary möchte nicht, dass ihre Kinder bei dem Treffen unangemessene Fragen stellen, doch Dr. Sturgis zeigt sich offen und spricht mit Sheldon, Georgie und Missy ausführlich über seine Zeit in der Psychiatrie. Noch am selben Abend trennt er sich von Meemaw, da seine mentalen Probleme nicht ihre gemeinsame Beziehung belasten sollen. Stattdessen versucht John, Meemaw mit ihrem Verehrer Ira Rosenbloom zu verkuppeln, doch auch dieser möchte aktuell keine Beziehung mit ihr eingehen, da sie über John noch nicht hinweg ist. Sheldon versucht unterdessen, den Kontakt zu Dr. Sturgis zu halten, auch wenn dieser nicht mehr mit seiner Großmutter zusammen ist. |           |                                                         |                                                          |                      |                                              |                   | |                 |
| 50 | 6         | Ein Sonnenschirm und ein Baseball-Mädchen               | A Parasol and a Hell of an Arm                           | 7. Nov. 2019         | 6. Feb. 2020                                 | Chris Koch        | Steven Molaro, Steve Holland & Connor Kilpatrick Idee: Chuck Lorre, Eric Kaplan & Jeremy Howe      | 8,83 Mio.       |
| Im Rahmen des Kirchenfestes entdeckt Missy durch einen Dunk Tank mit Pastor Jeff ihre Begeisterung für Baseball wieder. Als sie sich daraufhin einem Team anschließen möchte, findet ihr Vater lediglich Jungsmannschaften in der näheren Umgebung. Bei einem Probetraining lässt Coach Ballard Missy aber nicht einmal zeigen, was sie kann, da sie laut ihm gegenüber Jungs sowieso keine Chance hätte. Daraufhin nimmt sich Meemaw der Sache an und lässt ihre Wut über das Beziehungsende mit Dr. Sturgis an Ballard aus. Missy erhält von diesem im Anschluss eine Chance und schafft es in das Team. Unterdessen musste Mary für Sheldon die Rolle der Meemaw übernehmen und ihn zu Dr. Sturgis’ Vorlesungen an die Universität fahren. |           |                                                         |                                                          |                      |                                              |                   | |                 |
| 51 | 7         | Muskelkater für zwei und ein höllischer Wurfarm         | Pongo Pygmaeus and a Culture that Encourages Spitting    | 14. Nov. 2019        | 13. Feb. 2020                                | Jaffar Mahmood    | Maria Ferrari, Tara Hernandez & Jeremy Howe Idee: Chuck Lorre, Steven Molaro & Steve Holland       | 9,05 Mio.       |
| Sheldon erwirbt bei RadioShack ein Modem, um sich digital mit anderen Wissenschaftlern zu vernetzen. Als er dabei die Anonymität des Internets entdeckt, beginnt er kurzerhand einen Flame-War, aus dem er schließlich siegreich hervorgeht. Währenddessen sprechen sich George und Coach Ballard miteinander aus, um über ihren schlechten gemeinsamen Start hinwegzukommen. Dies geschieht zum Unmut von Meemaw, ist Ballard doch ihr neuer Freund, der von George ihre Geheimnisse erfahren möchte. Zeitgleich wird Missy von Zweifeln geplagt, ob Baseball noch das Richtige für sie ist. Von ihrem Teamkameraden wird sie nicht wirklich als Mitspielerin akzeptiert, während sie in der Schule von ihren Mitschülerinnen gehänselt und als „Junge“ verspottet wird. Bei einem Spiel lässt sie schließlich ihre ganze angesammelte Wut an einem Gegenspieler aus, woraufhin sie vom Platz fliegt. |           |                                                         |                                                          |                      |                                              |                   | |                 |
| 52 | 8         | Die Sünde der Gier und ein Toilettenschlüssel           | The Sin of Greed and a Chimichanga from Chi-Chi’s        | 21. Nov. 2019        | 20. Feb. 2020                                | Chris Koch        | Steven Molaro, Steve Holland & Connor Kilpatrick Idee: Eric Kaplan, Maria Ferrari & Jeremy Howe    | 8,38 Mio.       |
| Als die Universität auf die außergewöhnlichen Leistungen von Sheldon aufmerksam wird, bietet sie George eine gutbezahlte Stelle als Footballcoach des Universitätsteams an, um im Gegenzug Sheldon als regulären Studenten gewinnen zu können. Principal Petersen von Sheldons High School möchte den Hochbegabten hingegen nicht ziehen lassen, da die Schule durch Sheldons Leistungen ein höheres Budget bekommt. Infolgedessen erhalten sowohl Sheldon als auch George Sonderrechte und genießen fortan eine zuvorkommende Behandlung, damit ihnen der Verbleib an der Schule schmackhaft gemacht werden soll. Schließlich einigen sich Sheldons Eltern darauf, dass es für ihren Sohn noch zu früh für die Uni ist. Währenddessen erhält Georgie im Sportartikelladen von Coach Ballard einen Job als Verkäufer. Durch sein nun eigenes Gehalt und die damit verbundene größere Selbstbestimmung nimmt er sich zum Unmut seiner Mutter weitere Freiheiten in seinem Leben heraus. |           |                                                         |                                                          |                      |                                              |                   | |                 |
| 53 | 9         | Gemischte Gefühle und ein Außerirdischer im Hühnerstall | A Party Invitation, Football Grapes and an Earth Chicken | 5. Dez. 2019         | 27. Feb. 2020                                | Jaffar Mahmood    | Eric Kaplan, Maria Ferrari & Jeremy Howe Idee: Steven Molaro, Steve Holland & Tara Hernandez       | 8,39 Mio.       |
| Als Missy eine Einladung zur Geburtstagsparty des Nachbarsjungen Billy Sparks bekommt, fragt Mary bei Billys Mutter Brenda nach, warum Sheldon keinen Brief erhalten hat. Brenda äußert sich daraufhin, dass Sheldon auf der Feier nicht willkommen ist, da er kein guter Einfluss für ihren Sohn sei. Zwischen beiden Frauen entfacht sich daraufhin ein Streit, im Zuge dessen Mary Pastor Jeff dazu überredet, seine Predigt über gute Nachbarschaft zu halten, woraufhin Sheldon doch noch eine Einladung erhält. Da er selbst kein Interesse an einer Teilnahme hat, von seinen Eltern allerdings gezwungen wird, will er die Party als Mr. Spock verkleidet besuchen, um so den nötigen Abstand zu anderen Kindern zu gewährleisten. Auf der Feier spielen Sheldon und Billy schließlich miteinander, woraufhin sich Mary und Brenda aussprechen und zugeben, Angst zu haben, dass ihre Söhne im späteren Leben als Außenseiter enden. Währenddessen stellt Dr. Sturgis fest, dass sich Meemaw immer weiter von ihm distanziert und die Freundschaft zwischen ihnen zu enden scheint. Als er von George aus Mitleid zum gemeinsamen Schauen eines Footballspiels eingeladen wird, erfährt Dr. Sturgis, dass Meemaw nun in einer neuen Beziehung mit Ballard ist, woraufhin er seine einstige Entscheidung, ihre Beziehung zu beenden, hinterfragt. |           |                                                         |                                                          |                      |                                              |                   | |                 |
| 54 | 10        | Das Pool-Monster und die große Epidemie                 | Teenager Soup and a Little Ball of Fib                   | 12. Dez. 2019        | 5. März 2020                                 | Nikki Lorre       | Steven Molaro, Steve Holland & Connor Kilpatrick Idee: Eric Kaplan, Maria Ferrari & Tara Hernandez | 8,21 Mio.       |
| In der Schule steht innerhalb des Sportunterrichts das Schwimmtraining an. Sheldon möchte an den Schwimmstunden nicht teilnehmen, da er im Wasser unzählige Keime seiner Mitschüler wähnt. Als ihm weder seine Eltern noch Principal Petersen eine Freistellung erteilen wollen, wird er von Georgie und Missy dazu angespornt, sich als krank auszugeben. George kauft Sheldon die Lüge nicht ab, doch Mary glaubt ihm, woraufhin er tatsächlich zu Hause bleiben darf. Über den Tag hinweg wird Sheldon jedoch von starken Schuldgefühlen geplagt, hat er doch noch nie zuvor seine Mutter angelogen. Als er ihr gegenüber die Lüge schließlich zugibt, muss er am nächsten Tag wieder die Schule und auch den Schwimmunterricht besuchen. Wie sich herausstellt, ist Sheldon allerdings tatsächlich krank, da er am Vortag absichtlich intensiven Kontakt zum erkälteten Billy hatte, um seine Lüge glaubhaft wirken zu lassen. So löst Sheldon ungewollt eine kleine Epidemie innerhalb seiner Schule und Familie aus. Währenddessen spioniert Dr. Sturgis Coach Ballard, dem neuen Freund von Meemaw, nach. Als Ballard im Anschluss in Meemaws Gegenwart schlecht über Sturgis redet und sich über dessen Eigenarten lustig macht, kommt es zu einem kleinen Streit zwischen beiden. |           |                                                         |                                                          |                      |                                              |                   | |                 |
| 55 | 11        | Das Huhn im Schrank und der eilige Bund der Ehe         | A Live Chicken, a Fried Chicken and Holy Matrimony       | 9. Jan. 2020         | 12. März 2020                                | Alex Reid         | Maria Ferrari, Tara Hernandez & Jeremy Howe Idee: Steven Molaro, Steve Holland & Yael Glouberman   | 7,57 Mio.       |
| Mary wird von Pastor Jeff und dessen Freundin Robin gebeten, kurzfristig eine Eheschließung zu organisieren, da beide endlich intim miteinander werden möchten. Während der Pastor nur eine Feier im kleinen Rahmen vorsieht, übertreibt es Mary mit ihren Planungen. Wie sie ihm gegenüber äußert, hatte sie selbst keine wirklich schöne Hochzeit, weshalb sie nun nur das Beste für Jeff möchte. Zeitgleich muss sich George aufgrund Marys Abwesenheit um die Kinder kümmern. Als Georgie mit einer Freundin nach Hause kommt, obliegt es dem Familienvater, seinen Sohn aufzuklären. Missy setzt sich derweil verstärkt für den Tierschutz ein und rettet so ein Huhn von der Nachbarsfamilie Sparks vor der Schlachtung. Sheldon muss währenddessen feststellen, dass Georgie eine seiner Star-Trek-Folgen mit Baywatch überspielt hat, weshalb er einen ihm unbekannten Star-Trek-Fan aus einem Online-Forum zu sich nach Hause einlädt, um die Episode gemeinsam schauen zu können. |           |                                                         |                                                          |                      |                                              |                   | |                 |
| 56 | 12        | Glitzerpuder und ein Heißgetränk                        | Body Glitter and a Mall Safety Kit                       | 16. Jan. 2020        | 19. März 2020                                | Lea Thompson      | Maria Ferrari, Tara Hernandez & Connor Kilpatrick Idee: Steven Molaro, Steve Holland & Eric Kaplan | 8,88 Mio.       |
| Als sich die Eltern der hochbegabten Paige scheiden lassen wollen, geben sie ihre Tochter für ein Wochenende an die Familie Cooper ab. Paige nutzt ihre emotionale Situation gegenüber Mary aus und erreicht so, dass sie zusammen mit Missy und Sheldon in die Mall fahren darf. Dort steckt Paige Sheldon heimlich eine Dose mit Glitzerpuder in den Rucksack, doch Sheldon bemerkt erst bei sich zu Hause den Diebstahl. Als er Paige im Anschluss konfrontiert und fragt, warum sie sich so verändert und beispielsweise kein Interesse mehr an der Wissenschaft habe, gibt sie an, sich selbst und insbesondere ihre Begabung als Auslöser für die Streitereien und letztendliche Scheidung ihrer Eltern zu sehen. Währenddessen lehnt sich Georgie gegen seinen Vater auf und weigert sich, im Gegenzug für Taschengeld im Haushalt mitzuhelfen, erhalte er doch durch seinen Job seinen eigenen Lohn. |           |                                                         |                                                          |                      |                                              |                   | |                 |
| 57 | 13        | Schweinehirn und Fisch auf dem Grill                    | Contracts, Rules and a Little Bit of Pig Brains          | 30. Jan. 2020        | 26. März 2020                                | Jaffar Mahmood    | Steven Molaro, Steve Holland & Jeremy Howe Idee: Chuck Lorre, Eric Kaplan & Maria Ferrari          | 8,64 Mio.       |
| Da sich George unabhängig voneinander mit Coach Ballard und Dr. Sturgis verabredet, läuft es für die drei Männer und Georgie auf ein gemeinsames Angelwochenende hinaus. Vor der Abfahrt bittet Meemaw ihren neuen Freund Dale Ballard noch darum, zu John Sturgis nicht zu gemein zu sein, während sie John davor warnt, sich vor Dales Spitzen in Acht zu nehmen. Beim folgenden Ausflug kann Dr. Sturgis mit seinem Fachwissen punkten, bringt Ballard gleichzeitig aber auch gegen sich auf. Der Streit zwischen beiden Männern eskaliert schließlich, woraufhin Dr. Sturgis den Ausflug frühzeitig abbricht und die Heimreise antritt. Währenddessen streiten sich Sheldon und Missy darüber, was sie in Abwesenheit der anderen machen können. Beide beschließen schließlich, durch ein selbst ausgedachtes, faires Spiel einen Gewinner zu finden, der bestimmen darf. |           |                                                         |                                                          |                      |                                              |                   | |                 |
| 58 | 14        | Das fiese Formtief und das Kreuz mit dem Kreuz          | A Slump, a Cross and Roadside Gravel                     | 6. Feb. 2020         | 6. Apr. 2020                                 | Howard Deutch     | Eric Kaplan, Maria Ferrari & Tara Hernandez Idee: Steven Molaro, Steve Holland & Connor Kilpatrick | 8,98 Mio.       |
| Als Georgie aus Straßenschotter Platin gewinnen möchte, kann er Sheldon mit dem Argument der Wissenschaft für sein Vorhaben begeistern. Beide planen, in der Garage aus einer Mülltonne und einem Laubbläser einen bis zu 1100 Grad heißen Schmelzofen zu bauen, doch ihre Eltern stellen sich gegen dieses Vorhaben. Deshalb fahren Sheldon und Georgie stattdessen an ihre Schule, wo sie den Ofen des Töpferunterrichts für die Platingewinnung benutzen. Diese misslingt jedoch und da ein Feuer auszubrechen droht, löst Sheldon sicherheitshalber den Feueralarm aus. Währenddessen befindet sich Missy beim Baseball in einem Formtief und hat insbesondere als Batter große Probleme. Als ihr Mary nahelegt, mit dem Beten anzufangen, steigt Missys Formkurve steil an. Ihre Mutter ist jedoch zunehmend erzürnt darüber, dass Missy in ihren Augen den Sinn des Gebets nicht versteht und Gott stattdessen als einen Glücksbringer missbraucht. |           |                                                         |                                                          |                      |                                              |                   | |                 |
| 59 | 15        | Nackt im Hagel und glücklich mit Glatze                 | A Boyfriend’s Ex-Wife and a Good Luck Head Rub           | 13. Feb. 2020        | 5. Aug. 2020                                 | Jaffar Mahmood    | Maria Ferrari, Tara Hernandez & Jeremy Howe Idee: Steven Molaro, Steve Holland & Eric Kaplan       | 8,89 Mio.       |
| Sheldon wird an der Universität von Dr. Sturgis für eine Gruppenarbeit eingeteilt, was ihm nicht passt. Er möchte lieber allein die geforderte Hausarbeit abgeben, doch für Dr. Sturgis ist das Arbeiten in einem Team für Wissenschaftler von großer Bedeutung. Mary lädt daraufhin Sheldons Kommilitonen Sam und Keith zu sich nach Hause ein, wo innerhalb der Arbeitsgruppe schon bald ein Streit ausbricht. Zwar können Mary und George die Studenten vorübergehend wieder zusammenbringen, doch sowohl Sheldon als auch Sam und Keith kritisieren weiterhin die Arbeit der jeweils anderen und handeln egoistisch. Währenddessen trifft Meemaw auf June, die Ex-Frau von Coach Ballard. Beide verabreden sich daraufhin für ein Treffen in einer Bar, wo auch Dr. Sturgis zu den beiden hinzustößt. Während des Abends erkennt June, dass Dr. Sturgis noch nicht über Meemaw hinweg ist, während dieser noch weit mehr an John liegt, als sie zugeben möchte. |           |                                                         |                                                          |                      |                                              |                   | |                 |
| 60 | 16        | Mister Spock und die Flugangst                          | Pasadena                                                 | 20. Feb. 2020        | 12. Aug. 2020                                | Jaffar Mahmood    | Steven Molaro, Steve Holland & Tara Hernandez Idee: Eric Kaplan, Maria Ferrari & Jeremy Howe       | 9,11 Mio.       |
| Sheldon versucht seinen Vater davon zu überzeugen, mit ihm zusammen nach Kalifornien zu fliegen, um dort am Caltech einen Vortrag von Sheldons Idol Stephen Hawking zu hören. Obwohl er günstige Flugtickets findet, stellen sich George und Mary gegen die Reise. Als Sheldon schließlich Dr. Sturgis sein Anliegen vorträgt, organisiert dieser, dass die Reisekosten von der Universität übernommen werden, woraufhin George der Reise zustimmt. Kurz vor dem Abflug bekommt Sheldon durch die Pre-flight Safety Instruction Demonstration jedoch Flugangst und kann nur durch seinen Vater und einen Vergleich mit Mr. Spock beruhigt werden. Zeitgleich entsteht ein Streit zwischen Mary und Georgie, da letzterer seine Mutter über seine Freundin Jana angelogen hat. |           |                                                         |                                                          |                      |                                              |                   | |                 |
| 61 | 17        | Ein akademisches Verbrechen und Baseball mit Barbie     | An Academic Crime and a More Romantic Taco Bell          | 5. März 2020         | 12. Aug. 2020                                | Melissa Joan Hart | Tara Hernandez, Jeremy Howe & Connor Kilpatrick Idee: Steven Molaro, Steve Holland & Maria Ferrari | 8,55 Mio.       |
| Als Dr. Sturgis einen Fachartikel über die Quantisierung der Zeit verfasst, fällt Sheldon ein Fehler in Form von zu großer Masse der Neutrinos auf. Beide korrigieren daraufhin die Arbeit, postulieren neue Teilchen und finden so schließlich eine zufriedenstellende Lösung. Sheldon fordert daraufhin, als Co-Autor des Artikels genannt zu werden, doch für Dr. Sturgis steht Sheldons Hilfe in keinem Verhältnis zu seiner jahrelangen Forschung. Daraufhin entsteht zwischen beiden ein Streit. Als Dr. Sturgis erfährt, dass Sheldon gegenüber anderen Universitätsprofessoren Plagiatsvorwürfe erhoben hat, verweist er ihn aus seiner Vorlesung. Währenddessen ist Mary für die Besorgung von Pokalen für die Baseballmannschaft von Missy eingeteilt worden. Da sie keinen Pokal findet, auf dem auch Mädchen abgebildet sind, entwirft sie schließlich ihre eigene Version. Missy ist von der selbstgebauten Trophäe allerdings nur wenig begeistert, auch wenn sie die gutgemeinte Geste ihrer Mutter anerkennt. |           |                                                         |                                                          |                      |                                              |                   | |                 |
| 62 | 18        | Geprellte Rippen und verletzte Egos                     | A Couple Bruised Ribs and a Cereal Box Ghost Detector    | 12. März 2020        | 19. Aug. 2020                                | Chris Koch        | Steven Molaro, Steve Holland & Maria Ferrari Idee: Chuck Lorre, Eric Kaplan & Connor Kilpatrick    | 8,88 Mio.       |
| Da der Streit mit Dr. Sturgis andauert, möchte Sheldon fortan an den Vorlesungen von Dr. Linkletter teilnehmen. Mary hält es jedoch für keine gute Idee, wenn Sheldon weiterhin die Universität besucht, da er in ihren Augen durch sein Verhalten gezeigt habe, dass er noch nicht erwachsen genug sei. Zeitgleich verletzt sich Ms. Hutchins als Zuschauerin bei einem Footballspiel der Schulmannschaft. George gibt sich selbst die Schuld für den Unfall und erklärt sich bereit, sich eine Zeit lang um die hilfsbedürftige Bibliothekarin zu kümmern, weshalb Ms. Hutchins vorübergehend bei den Coopers unterkommt. In den folgenden Tagen sucht Sheldon oft das Gespräch mit der alleinstehenden Ms. Hutchins, woraufhin er erkennt, dass es sich manchmal lohnt, nicht auf sein eigenes Recht zu bestehen, aber dafür einen guten Freund zu behalten. Nachdem sich Sheldon bei Dr. Sturgis für sein Verhalten entschuldigt hat, erlaubt ihm seine Mutter, wieder zur Universität zu gehen. Währenddessen entwickelt sich die Beziehung zwischen Meemaw und Ballard zu einer festen Lebenspartnerschaft, während es zwischen Georgie und Jana kriselt. |           |                                                         |                                                          |                      |                                              |                   | |                 |
| 63 | 19        | Neue Nachbarn und Schmetterlinge im Bauch               | A House for Sale and Serious Woman Stuff                 | 2. Apr. 2020         | 19. Aug. 2020                                | Alex Reid         | Eric Kaplan, Tara Hernandez & Jeremy Howe Idee: Steven Molaro, Steve Holland & Maria Ferrari       | 10,06 Mio.      |
| Als das Nachbarhaus zum Verkauf angeboten wird, befürchtet Sheldon Schlimmes für seine Zukunft. So nimmt er selbst an Besichtigungen teil und vergrault alle potenziellen Käufer, die ihm nicht passen. Dies stört wiederum seinen Lehrer Gene Lundy, der als Makler des Hauses tätig ist. Daraufhin handeln beide aus, dass Sheldon selbst einen ihm genehmen Käufer finden soll und Lundy dann an diesen verkaufen wird. Schon bald darauf zeigen sich Pastor Jeff und seine Frau Robin am Nachbarhaus interessiert, doch Mary möchte zunächst nicht Tür an Tür mit ihrem Vorgesetzten wohnen. Als sie ihr egoistisches Verhalten erkennt, spricht sie dem Ehepaar ihren Segen aus. Sheldons anfängliche Freude schwenkt jedoch in Unmut um, als Officer Robin gesteht, dass sie schwanger ist, und Pastor Jeff vorschlägt, Sheldon könne später Babysitten. Währenddessen befindet sich Missy in einer moralischen Zwickmühle: das nächste Spiel ihrer Baseballmannschaft geht gegen das Team ihres Freundes Marcus und sie hat Angst, die Beziehung zu gefährden, wenn sie ihn beim Pitchen rauswirft. So stellt Coach Ballard sie für das Spiel zunächst nicht auf, doch als Missys Team zu verlieren droht, erklärt sie sich einsatzbereit. Daraufhin kann sie das Spiel drehen, was Marcus zwar niedergeschlagen, aber nicht sauer macht. |           |                                                         |                                                          |                      |                                              |                   | |                 |
| 64 | 20        | Der Milchzahn und der Gott des Wissens                  | A Baby Tooth and the Egyptian God of Knowledge           | 16. Apr. 2020        | 26. Aug. 2020                                | Jaffar Mahmood    | Steven Molaro, Steve Holland & Connor Kilpatrick Idee: Eric Kaplan, Tara Hernandez & Jeremy Howe   | 9,57 Mio.       |
| Bei Sheldon soll ein eingewachsener Milchzahn entfernt werden. Da er den Narkosemitteln allerdings kritisch gegenüber steht, bereitet er sich mit einem Lehrfilm über die Lamaze-Technik auf eine Operation ohne Anästhesie vor. Als er in der Praxis jedoch die Extraktionszange sieht, entscheidet er sich kurzerhand doch noch für eine Narkose mittels Lachgas. Im Anschluss halluziniert er über die Lösung der einheitlichen Feldtheorie, weshalb er sich auch nach der Operation weiterhin in einen tranceartigen Zustand versetzen möchte. Dies gelingt ihm schließlich durch hochkonzentrierten Kamillentee, woraufhin ihn Albert Einstein, Stephen Hawking und Richard Feynman darauf hinweisen, dass es für einen Physiker viel schöner ist, erfolglos nach der Lösung eines Problems zu suchen, als diese einfach präsentiert zu bekommen. Währenddessen wollen Meemaw und Ballard ein gemeinsames Wochenende verbringen, weshalb Georgie vorübergehend Ballards Sportladen übernehmen darf. Für den Coach verläuft die gemeinsame Zeit mit seiner Freundin aber nicht wie geplant, als Meemaw seinen Heiratsantrag ablehnt, da sie keine weitere Ehe eingehen möchte. Als Ballard daraufhin verfrüht nach Hause zurückkehrt, gesteht ihm Georgie, dass am Vortag rund 400 Dollar aus der Kasse des Geschäftes geklaut wurden. Obwohl Georgie die Differenz durch seine eigenen Ersparnisse begleichen wollte, wird er von seinem Vorgesetzten gefeuert. |           |                                                         |                                                          |                      |                                              |                   | |                 |
| 65 | 21        | Rollende Würstchen und fliegende Eier                   | A Secret Letter and a Lowly Disc of Processed Meat       | 30. Apr. 2020        | 26. Aug. 2020                                | Alex Reid         | Maria Ferrari, Tara Hernandez & Jeremy Howe Idee: Steven Molaro, Steve Holland & Connor Kilpatrick | 10,14 Mio.      |
| Auf der Suche nach einer Taschenlampe findet Sheldon im Nachttisch seiner Mutter einen Brief von der Caltech, in dem die Universität ihn als Studenten anwerben möchte. Da Mary mit ihm zunächst nicht über das Thema reden möchte, konfrontiert er seinen Vater mit dem Brief. Wie sich herausstellt, wusste auch George nichts von dem Schreiben, woraufhin zwischen ihm und Mary ein Streit über die Entscheidungsgewalt in der Familie entsteht. Sheldon und sein Vater drehen daraufhin mithilfe von Sheldons Lehrern und Dr. Sturgis ein Video, welches Mary davon überzeugen soll, dass ihr Sohn zumindest an der East Texas Tech studieren darf. Schließlich stimmt sie diesem zu. |           |                                                         |                                                          |                      |                                              |                   | |                 |

## Staffel 4
Die Erstausstrahlung der vierten Staffel war vom 5. November 2020 bis zum 13. Mai 2021 auf dem US-amerikanischen Fernsehsender CBS zu sehen.
| Nr. (ges.) | Nr. (St.) | Deutscher Titel                                        | Originaltitel                                                     | Erstausstrahlung USA | Deutschsprachige Erstausstrahlung (A/D) | Regie             | Drehbuch                                                                                             | Zuschauer (USA) |
| ---------- | --------- | ------------------------------------------------------ | ----------------------------------------------------------------- | -------------------- | --------------------------------------- | ----------------- | --- | --------------- |
| 66         | 1         | Der letzte Schultag und die wichtigste Person          | Graduation                                                        | 5. Nov. 2020         | 1. März 2021                            | Jaffar Mahmood    | Steven Molaro, Steve Holland & Tara Hernandez Idee: Eric Kaplan, Jeremy Howe & Connor Kilpatrick     | 6,77 Mio.       |
| 67         | 2         | Eine junge Dame und Dalton, der Türsteher              | A Docent, A Little Lady and a Bouncer Named Dalton                | 12. Nov. 2020        | 8. März 2021                            | Alex Reid         | Maria Ferrari, Jeremy Howe & Connor Kilpatrick Idee: Steven Molaro, Steve Holland & Tara Hernandez   | 7,40 Mio.       |
| 68         | 3         | Ein gefährliches Huhn und Angst vorm Radfahren         | Training Wheels and an Unleashed Chicken                          | 19. Nov. 2020        | 15. März 2021                           | Jeremy Howe       | Steven Molaro, Steve Holland & Eric Kaplan Idee: Maria Ferrari, Tara Hernandez & Connor Kilpatrick   | 7,30 Mio.       |
| 69         | 4         | Das Bibelcamp und das Motel auf Rädern                 | Bible Camp and a Chariot of Love                                  | 3. Dez. 2020         | 22. März 2021                           | Jaffar Mahmood    | Maria Ferrari, Tara Hernandez & Connor Kilpatrick Idee: Steven Molaro, Steve Holland & Jeremy Howe   | 7,57 Mio.       |
| 70         | 5         | Eine modrige Gruft und zehn sehr lange Minuten         | A Musty Crypt and a Stick to Pee On                               | 17. Dez. 2020        | 29. März 2021                           | Alex Reid         | Steven Molaro, Steve Holland & Eric Kaplan Idee: Tara Hernandez, Jeremy Howe & Connor Kilpatrick     | 6,86 Mio.       |
| 71         | 6         | Der erste Collegetag und ein Reißverschluss            | Freshman Orientation and the Inventor of the Zipper               | 21. Jan. 2021        | 3. Mai 2021                             | Jaffar Mahmood    | Steven Molaro, Jeremy Howe & Connor Kilpatrick Idee: Steve Holland, Eric Kaplan & Tara Hernandez     | 7,38 Mio.       |
| 72         | 7         | Philosophen und Schmetterlinge                         | A Philosophy Class and Worms That Can Chase You                   | 11. Feb. 2021        | 10. Mai 2021                            | Alex Reid         | Steven Molaro, Steve Holland & Eric Kaplan Idee: Tara Hernandez, Jeremy Howe & Connor Kilpatrick     | 7,59 Mio.       |
| 73         | 8         | Der Sinn von allem und die Seifenblase                 | An Existential Crisis and a Bear That Makes Bubbles               | 18. Feb. 2021        | 17. Mai 2021                            | Alex Reid         | Steve Holland, Jeremy Howe & Connor Kilpatrick Idee: Steven Molaro, Eric Kaplan & Tara Hernandez     | 7,72 Mio.       |
| 74         | 9         | Der falsche Wissenschaftler und der Hochzeitsrüpel     | Crappy Frozen Ice Cream and an Organ Grinder’s Monkey             | 25. Feb. 2021        | 28. Juli 2021                           | Michael Judd      | Marie Cheng, Connor Kilpatrick & Steven Molaro Idee: Yael Glouberman, Tara Hernandez & Steve Holland | 7,87 Mio.       |
| 75         | 10        | Cowboy-Aerobics und 473 fettfreie Schrauben            | Cowboy Aerobics and 473 Grease-Free Bolts                         | 4. März 2021         | 28. Juli 2021                           | Melissa Joan Hart | Steven Molaro, Steve Holland & Yael Glouberman Idee: Eric Kaplan, Jeremy Howe & Connor Kilpatrick    | 7,71 Mio.       |
| 76         | 11        | Der alte Saftsack und Karaoke für Omas                 | A Pager, a Club and a Cranky Bag of Wrinkles                      | 11. März 2021        | 4. Aug. 2021                            | Jaffar Mahmood    | Tara Hernandez, Jeremy Howe & Connor Kilpatrick Idee: Steven Molaro, Steve Holland & Eric Kaplan     | 6,49 Mio.       |
| 77         | 12        | Die Wissenschafts-Meemaw und der Skandal im Kopierraum | A Box of Treasure and the Meemaw of Science                       | 1. Apr. 2021         | 4. Aug. 2021                            | Alex Reid         | Steven Molaro, Jeremy Howe & Connor Kilpatrick Idee: Steve Holland, Tara Hernandez & Marie Cheng     | 6,64 Mio.       |
| 78         | 13        | Der Greisenbus und die Vorlesung am Telefon            | The Geezer Bus and a New Model for Education                      | 8. Apr. 2021         | 11. Aug. 2021                           | Melissa Joan Hart | Steve Holland, Eric Kaplan & Tara Hernandez Idee: Steven Molaro, Connor Kilpatrick & Yael Glouberman | 6,95 Mio.       |
| 79         | 14        | Biblische Wörter und ein paar Dollar                   | Mitch’s Son and the Unconditional Approval of a Government Agency | 15. Apr. 2021        | 11. Aug. 2021                           | Alex Reid         | Steven Molaro, Steve Holland & Connor Kilpatrick Idee: Eric Kaplan, Tara Hernandez & Jeremy Howe     | 7,46 Mio.       |
| 80         | 15        | Ein Virus und ein gebrochenes Herz                     | A Virus, Heartbreak and a World of Possibilities                  | 22. Apr. 2021        | 18. Aug. 2021                           | Michael Judd      | Eric Kaplan, Tara Hernandez & Jeremy Howe Idee: Steven Molaro, Steve Holland & Connor Kilpatrick     | 7,01 Mio.       |
| 81         | 16        | Zweifellos verknallt und zutiefst frustriert           | A Second Prodigy and the Hottest Tips for Pouty Lips              | 29. Apr. 2021        | 18. Aug. 2021                           | Melissa Joan Hart | Steven Molaro, Connor Kilpatrick & Marie Cheng Idee: Steve Holland, Tara Hernandez & Jeremy Howe     | 4,19 Mio.       |
| 82         | 17        | Ein schwarzes Loch und ein anderes Universum           | A Black Hole                                                      | 6. Mai 2021          | 25. Aug. 2021                           | Jaffar Mahmood    | Steven Molaro, Eric Kaplan & Tara Hernandez Idee: Steve Holland, Jeremy Howe & Connor Kilpatrick     | 6,64 Mio.       |
| 83         | 18        | Billardkugeln und Menschen                             | The Wild and Woolly World of Nonlinear Dynamics                   | 13. Mai 2021         | 25. Aug. 2021                           | Alex Reid         | Steven Molaro, Steve Holland & Connor Kilpatrick Idee: Eric Kaplan, Tara Hernandez & Jeremy Howe     | 7,21 Mio.       |

## Staffel 5
Die Erstausstrahlung der fünften Staffel war vom 7. Oktober 2021 bis zum 19. Mai 2022 auf dem US-amerikanischen Fernsehsender CBS zu sehen.
| Nr. (ges.) | Nr. (St.) | Deutscher Titel                                    | Originaltitel                                         | Erstausstrahlung USA | Deutschsprachige Erstausstrahlung (D/A) | Regie                | Drehbuch                                                                                              | Zuschauer (USA) |
| ---------- | --------- | -------------------------------------------------- | ----------------------------------------------------- | -------------------- | --------------------------------------- | -------------------- | --- | --------------- |
| 84         | 1         | Herzrasen und Gewissensbisse                       | One Bad Night and Chaos of Selfish Desires            | 7. Okt. 2021         | 13. Dez. 2021                           | Alex Reid            | Steven Molaro, Jeremy Howe & Connor Kilpatrick Idee: Steve Holland, Eric Kaplan & Nick Bakay          | 7,12 Mio.       |
| 85         | 2         | Der Abend in der Bar und die gottlosen Zwillinge   | Snoopin’ Around and the Wonder Twins of Atheism       | 14. Okt. 2021        | 27. Dez. 2021                           | Michael Judd         | Steve Holland, Connor Kilpatrick & Marie Cheng Idee: Steven Molaro, Jeremy Howe & Nadiya Chettiar     | 6,54 Mio.       |
| 86         | 3         | Sisyphos und Lollipop                              | Potential Energy and Hooch on a Park Bench            | 21. Okt. 2021        | 3. Jan. 2022                            | Nikki Lorre          | Steven Molaro, Eric Kaplan & Nick Bakay Idee: Steve Holland, Marie Cheng & Yael Glouberman            | 6,36 Mio.       |
| 87         | 4         | Ein Waschsalon und ein Geheimnis                   | Pish Posh and a Secret Back Room                      | 28. Okt. 2021        | 10. Jan. 2022                           | Alex Reid            | Steve Holland, Jeremy Howe & Connor Kilpatrick Idee: Steven Molaro, Nick Bakay & Nadiya Chettiar      | 7,23 Mio.       |
| 88         | 5         | Der weltbeste Dad und das Team Wissenschaft        | Stuffed Animals and a Sweet Southern Syzygy           | 4. Nov. 2021         | 17. Jan. 2022                           | Jeremy Howe          | Steven Molaro, Nadiya Chettiar & Yael Glouberman Idee: Steve Holland, Eric Kaplan & Connor Kilpatrick | 7,12 Mio.       |
| 89         | 6         | S-E-X und der Teddybär-Trick                       | Money Laundering and a Cascade of Hormones            | 11. Nov. 2021        | 24. Jan. 2022                           | Nikki Lorre          | Steve Holland, Nick Bakay & Marie Cheng Idee: Steven Molaro, Eric Kaplan & Jeremy Howe                | 7,04 Mio.       |
| 90         | 7         | Die verhängnisvolle Brücke und das verdrehte Knie  | An Introduction to Engineering and a Glob of Hair Gel | 18. Nov. 2021        | 31. Jan. 2022                           | Jaffar Mahmood       | Steven Molaro, Jeremy Howe & Connor Kilpatrick Idee: Steve Holland, Nick Bakay & Yael Glouberman      | 6,95 Mio.       |
| 91         | 8         | Der Großkanzler und der Sündenpfuhl                | The Grand Chancellor and a Den of Sin                 | 2. Dez. 2021         | 7. Feb. 2022                            | Alex Reid            | Steve Holland, Eric Kaplan & Nadiya Chettiar Idee: Steven Molaro, Nick Bakay & Connor Kilpatrick      | 6,59 Mio.       |
| 92         | 9         | Der Flattermann und die Bessel-Funktion            | The Yips and an Oddly Hypnotic Bohemian               | 9. Dez. 2021         | 14. Feb. 2022                           | Kabir Akhtar         | Nick Bakay, Yael Glouberman & Alex Ayers Idee: Jeremy Howe, Marie Cheng & Ben Slaughter               | 6,96 Mio.       |
| 93         | 10        | Das Studierzimmer und die Discokugel               | An Expensive Glitch and a Goof-Off Room               | 6. Jan. 2022         | 21. Feb. 2022                           | Melissa Joan Hart    | Steven Molaro, Nadiya Chettiar & Connor Kilpatrick Idee: Steve Holland, Eric Kaplan & Jeremy Howe     | 7,39 Mio.       |
| 94         | 11        | Die Kirchennacht und die Wetterfee                 | A Lock-In, a Weather Girl and a Disgusting Habit      | 13. Jan. 2022        | 28. Feb. 2022                           | Alex Reid            | Steve Holland, Jeremy Howe & Marie Cheng Idee: Steven Molaro, Nick Bakay & Connor Kilpatrick          | 7,70 Mio.       |
| 95         | 12        | Ein Cadillac in pink und ein Stammestanz für Nerds | A Pink Cadillac and a Glorious Tribal Dance           | 20. Jan. 2022        | 7. März 2022                            | Beth McCarthy-Miller | Steven Molaro, Eric Kaplan & Nadiya Chettiar Idee: Steve Holland, Nick Bakay & Yael Glouberman        | 7,98 Mio.       |
| 96         | 13        | Missy rasiert und George verliert                  | A Lot of Band-Aids and the Cooper Surrender           | 27. Jan. 2022        | 14. März 2022                           | Jaffar Mahmood       | Steve Holland, Nick Bakay & Connor Kilpatrick Idee: Steven Molaro, Jeremy Howe & Marie Cheng          | 7,73 Mio.       |
| 97         | 14        | Drei Kindsköpfe und das sündige Los                | A Free Scratcher and Feminine Wiles                   | 24. Feb. 2022        | 10. Aug. 2022                           | Michael Judd         | Steven Molaro, Jeremy Howe & Connor Kilpatrick Idee: Steve Holland, Eric Kaplan & Nadiya Chettiar     | 6,95 Mio.       |
| 98         | 15        | Das Gürteltier und der kleine Unterschied          | A Lobster, an Armadillo and a Way Bigger Number       | 3. März 2022         | 10. Aug. 2022                           | Alex Reid            | Steven Holland, Eric Kaplan & Marie Cheng Idee: Steven Molaro, Jeremy Howe & Nick Bakay               | 6,48 Mio.       |
| 99         | 16        | Der Koffer voll Geld und das Bananenauto           | A Suitcase Full of Cash and a Yellow Clown Car        | 10. März 2022        | 17. Aug. 2022                           | Jaffar Mahmood       | Steven Molaro, Nick Bakay & Yael Glouberman Idee: Steve Holland, Nadiya Chettiar & Connor Kilpatrick  | 6,79 Mio.       |
| 100        | 17        | Erdbeer-Lipgloss und bittere Wahrheiten            | A Solo Peanut, a Social Butterfly and the Truth       | 31. März 2022        | 17. Aug. 2022                           | Alex Reid            | Steven Molaro, Steve Holland & Connor Kilpatrick Idee: Chuck Lorre, Jeremy Howe & Eric Kaplan         | 6,93 Mio.       |
| 101        | 18        | Babysitting und Science Fiction                    | Babies, Lies and a Resplendent Cannoli                | 14. Apr. 2022        | 24. Aug. 2022                           | Shiri Appleby        | Steve Holland, Jeremy Howe & Marie Cheng Idee: Steven Molaro, Nick Bakay & Connor Kilpatrick          | 6,85 Mio.       |
| 102        | 19        | Ein treuer Baptist und ein sexy Ehemann            | A God-Fearin’ Baptist and a Hot Trophy Husband        | 21. Apr. 2022        | 24. Aug. 2022                           | Alex Reid            | Chuck Lorre, Steven Molaro & Steve Holland Idee: Nick Bakay, Nadiya Chettiar & Yael Glouberman        | 7,26 Mio.       |
| 103        | 20        | Ein Geheimnis und vier Plappermäuler               | Uncle Sheldon and a Hormonal Firecracker              | 28. Apr. 2022        | 31. Aug. 2022                           | Shiri Appleby        | Steven Molaro, Nick Bakay & Connor Kilpatrick Idee: Steve Holland, Eric Kaplan & Jeremy Howe          | 6,91 Mio.       |
| 104        | 21        | Missy haut und Mary heult                          | White Trash, Holy Rollers and Punching People         | 12. Mai 2022         | 31. Aug. 2022                           | Jeremy Howe          | Chuck Lorre, Steven Molaro & Steve Holland Idee: Nick Bakay, Connor Kilpatrick & Marie Cheng          | 6,93 Mio.       |
| 105        | 22        | Ein Pubertätspickel und die Zukunft                | A Clogged Pore, a Little Spanish and the Future       | 19. Mai 2022         | 31. Aug. 2022                           | Alex Reid            | Steven Molaro, Nick Bakay & Nadiya Chettiar Idee: Steve Holland, Eric Kaplan & Yael Glouberman        | 7,06 Mio.       |

## Staffel 6
Die Erstausstrahlung der sechsten Staffel erfolgte ab dem 29. September 2022 auf dem US-amerikanischen Fernsehsender CBS. Die deutschsprachige Erstausstrahlung war ab dem 16. Januar 2023 beim deutschen Free-TV-Sender ProSieben zu sehen. Ab Folge Nr. 8 war sie bereits vorher beim Pay-TV-Sender ProSieben Fun zu sehen.
| Nr. (ges.) | Nr. (St.) | Deutscher Titel                                         | Originaltitel                                                | Erstausstrahlung USA | Deutschsprachige Erstausstrahlung (D) | Regie                | Drehbuch                                                                                              | Zuschauer (USA) |
| ---------- | --------- | ------------------------------------------------------- | ------------------------------------------------------------ | -------------------- | ------------------------------------- | -------------------- | --- | --------------- |
| 106        | 1         | Zigaretten für das Baby und eine Nacht hinter Gittern   | Four Hundred Cartons of Undeclared Cigarettes and a Niblingo | 29. Sep. 2022        | 16. Jan. 2023                         | Alex Reid            | Steven Molaro, Steve Holland & Connor Kilpatrick Idee: Chuck Lorre, Nick Bakay & Jeremy Howe          | 6,88 Mio.       |
| 107        | 2         | Die Bettnässerin und die wilde Mary                     | Future Worf and the Margarita of the South Pacific           | 6. Okt. 2022         | 23. Jan. 2023                         | Beth McCarthy-Miller | Steven Molaro, Eric Kaplan & Nadiya Chettiar Idee: Steve Holland, Nick Bakay & Yael Glouberman        | 6,96 Mio.       |
| 108        | 3         | Neues im Schlafzimmer und das Waschbecken in der Garage | Passion’s Harvest and a Sheldocracy                          | 13. Okt. 2022        | 23. Jan. 2023                         | Jeremy Howe          | Steve Holland, Nick Bakay & Marie Cheng Idee: Chuck Lorre, Steven Molaro & Connor Kilpatrick          | 7,27 Mio.       |
| 109        | 4         | Ein Traum in Blond und die große Null                   | Blonde Ambition and the Concept of Zero                      | 20. Okt. 2022        | 30. Jan. 2023                         | Shiri Appleby        | Steven Molaro, Jeremy Howe & Connor Kilpatrick Idee: Steve Holland, Eric Kaplan & Nadiya Chettiar     | 6,80 Mio.       |
| 110        | 5         | Der Wohnheimaufseher und die Pokerautomaten             | A Resident Advisor and the Riviera of the South              | 27. Okt. 2022        | 30. Jan. 2023                         | Alex Reid            | Steven Molaro, Jeremy Howe & Yael Glouberman Idee: Chuck Lorre, Steve Holland & Nick Bakay            | 7,07 Mio.       |
| 111        | 6         | Ein hässliches Auto und Football im Schlamm             | An Ugly Car, an Affair and Some Kickass Football             | 3. Nov. 2022         | 6. Feb. 2023                          | Nikki Lorre          | Eric Kaplan, Nadiya Chettiar & Marie Cheng Idee: Steve Holland, Steven Molaro & Connor Kilpatrick     | 6,89 Mio.       |
| 112        | 7         | Eine harte Nuss und ein Aktenvermerk                    | A Tougher Nut and a Note on File                             | 10. Nov. 2022        | 6. Feb. 2023                          | Michael Judd         | Steve Holland, Steven Molaro & Nick Bakay Idee: Jeremy Howe, Yael Glouberman & Ben Slaughter          | 7,13 Mio.       |
| 113        | 8         | Drei Juristen und viele sündige Filme                   | Legalese and a Whole Hoo-Ha                                  | 8. Dez. 2022         | 5. Juli 2023                          | Alex Reid            | Steven Molaro, Jeremy Howe & Connor Kilpatrick Idee: Steve Holland, Nick Bakay & Eric Kaplan          | 7,18 Mio.       |
| 114        | 9         | Das Wunder von Medford und ein Date mit Oma             | College Dropouts and the Medford Miracle                     | 5. Jan. 2023         | 12. Juli 2023                         | Nikki Lorre          | Steve Holland, Nadiya Chettiar & Yael Glouberman Idee: Steven Molaro, Connor Kilpatrick & Marie Cheng | 7,43 Mio.       |
| 115        | 10        | Pancake-Sonntag und klassisches Anbaggern               | Pancake Sunday and Textbook Flirting                         | 12. Jan. 2023        | 12. Juli 2023                         | Jaffar Mahmood       | Steven Molaro, Eric Kaplan & Connor Kilpatrick Idee: Steve Holland, Nick Bakay & Jeremy Howe          | 7,20 Mio.       |
| 116        | 11        | Keine Skrupel und eine Woche im Bett                    | Ruthless, Toothless, and a Week of Bed Rest                  | 2. Feb. 2023         | 19. Juli 2023                         | Alex Reid            | Steve Holland, Jeremy Howe & Marie Cheng Idee: Steven Molaro, Eric Kaplan & Nadiya Chettiar           | 7,31 Mio.       |
| 117        | 12        | Eine Babyparty und Männersachen                         | A Baby Shower and a Testosterone-Rich Banter                 | 9. Feb. 2023         | 19. Juli 2023                         | Jeremy Howe          | Eric Kaplan, Nadiya Chettiar & Yael Glouberman Idee: Steve Holland, Steven Molaro & Connor Kilpatrick | 7,73 Mio.       |
| 118        | 13        | Pizza im Brunnen und ein kaltes Schlafzimmer            | A Frat Party, a Sleepover and the Mother of All Blisters     | 16. Feb. 2023        | 26. Juli 2023                         | Jason Alexander      | Steven Molaro, Jeremy Howe & Connor Kilpatrick Idee: Chuck Lorre, Steve Holland & Nick Bakay          | 7,30 Mio.       |
| 119        | 14        | Ein kleiner Mensch und eine große Enttäuschung          | A Launch Party and a Whole Human Being                       | 2. März 2023         | 26. Juli 2023                         | Alex Reid            | Steve Holland, Jeremy Howe & Nadiya Chettiar Idee: Steven Molaro, Connor Kilpatrick & Marie Cheng     | 7,62 Mio.       |
| 120        | 15        | Teenagerfrust und Elternverdruss                        | Teen Angst and a Smart-Boy Walk of Shame                     | 9. März 2023         | 2. Aug. 2023                          | Shiri Appleby        | Steven Molaro, Nadiya Chettiar & Yael Glouberman Idee: Steve Holland, Nick Bakay & Connor Kilpatrick  | 7,66 Mio.       |
| 121        | 16        | Ginger und Suzie                                        | A Stolen Truck and Going on the Lam                          | 30. März 2023        | 2. Aug. 2023                          | Ruby Stillwater      | Steve Holland, Connor Kilpatrick & Marie Cheng Idee: Steven Molaro, Eric Kaplan & Jeremy Howe         | 7,13 Mio.       |
| 122        | 17        | Hausarrest und Serienverbot                             | A German Folk Song and an Actual Adult                       | 13. Apr. 2023        | 9. Aug. 2023                          | Kabir Akhtar         | Steven Molaro, Eric Kaplan & Yael Glouberman Idee: Steve Holland, Jeremy Howe & Nadiya Chettiar       | 6,88 Mio.       |
| 123        | 18        | Im Auto eingeschlossen und vom Heiraten ausgeschlossen  | Little Green Men and a Fella’s Marriage Proposal             | 27. Apr. 2023        | 9. Aug. 2023                          | Matthew A. Cherry    | Steve Holland, Eric Kaplan & Nadiya Chettiar Idee: Steven Molaro, Jeremy Howe & Marie Cheng           | 7,20 Mio.       |
| 124        | 19        | Eine Wetterfee in Spe und ein Glücksbaby                | A New Weather Girl and a Stay-at-Home Coddler                | 4. Mai 2023          | 16. Aug. 2023                         | Alex Reid            | Steven Molaro, Jeremy Howe & Connor Kilpatrick Idee: Steve Holland, Eric Kaplan & Yael Glouberman     | 7,14 Mio.       |
| 125        | 20        | Deutsches Essen und ein gefährlicher alter Mann         | German for Beginners and a Crazy Old Man with a Bat          | 11. Mai 2023         | 16. Aug. 2023                         | Nikki Lorre          | Steve Holland, Nadiya Chettiar & Marie Cheng Idee: Steven Molaro, Jeremy Howe & Connor Kilpatrick     | 6,69 Mio.       |
| 126        | 21        | Sauerkraut und frische Windeln                          | A Romantic Getaway and a Germanic Meat-Based Diet            | 18. Mai 2023         | 23. Aug. 2023                         | Michael Judd         | Steven Molaro, Eric Kaplan & Yael Glouberman Idee: Steve Holland, Jeremy Howe & Connor Kilpatrick     | 6,89 Mio.       |
| 127        | 22        | Ein Monster-Tornado und ein Flug nach Deutschland       | A Tornado, a 10-Hour Flight and a Darn Fine Ring             | 18. Mai 2023         | 23. Aug. 2023                         | Alex Reid            | Steve Holland, Connor Kilpatrick & Ben Slaughter Idee: Steven Molaro, Jeremy Howe & Nadiya Chettiar   | 6,97 Mio.       |

## Staffel 7
Die Erstausstrahlung der siebten Staffel erfolgte ab dem 15. Februar 2024 auf dem US-amerikanischen Fernsehsender CBS. Die deutschsprachige Erstausstrahlung war ab dem 6. April 2024 beim österreichischen Free-TV-Sender ORF 1 zu sehen.
| Nr. (ges.) | Nr. (St.) | Deutscher Titel                                    | Originaltitel                                     | Erstausstrahlung USA | Deutschsprachige Erstausstrahlung (A) | Regie             | Drehbuch                                                                                                | Zuschauer (USA) |
| ---------- | --------- | -------------------------------------------------- | ------------------------------------------------- | -------------------- | ------------------------------------- | ----------------- | --- | --------------- |
| 128        | 1         | Ein Slip im Baum und ein Herz in Heidelberg        | A Wiener Schnitzel and Underwear in a Tree        | 15. Feb. 2024        | 6. Apr. 2024                          | Alex Reid         | Nick Bakay, Jeremy Howe & Connor Kilpatrick Idee: Chuck Lorre, Steve Holland & Steven Molaro            | 7,99 Mio.       |
| 129        | 2         | Roulette und Haushaltspflichten                    | A Roulette Wheel and a Piano Playing Dog          | 22. Feb. 2024        | 13. Apr. 2024                         | Nikki Lorre       | Chuck Lorre, Steven Molaro & Eric Kaplan Idee: Steve Holland, Nick Bakay & Nadiya Chettiar              | 7,14 Mio.       |
| 130        | 3         | Strudel am Bahnhof und Dampf in der Dusche         | A Strudel and a Hot American Boy Toy              | 29. Feb. 2024        | 20. Apr. 2024                         | Jeremy Howe       | Steve Holland, Connor Kilpatrick & Yael Glouberman Idee: Chuck Lorre, Steven Molaro & Nick Bakay        | 7,10 Mio.       |
| 131        | 4         | Der Cheat-Code und die Schlafzimmer-Überraschung   | Ants on a Log and a Cheating Winker               | 7. März 2024         | 27. Apr. 2024                         | Michael Judd      | Chuck Lorre, Steve Holland & Jeremy Howe Idee: Steven Molaro, Connor Kilpatrick & Nadiya Chettiar       | 6,82 Mio.       |
| 132        | 5         | Frankensteins Computer und ein Zeichen des Himmels | A Frankenstein’s Monster and a Crazy Church Guy   | 14. März 2024        | 4. Mai 2024                           | Alex Reid         | Chuck Lorre, Steve Holland & Marie Cheng Idee: Steven Molaro, Nick Bakay & Eric Kaplan                  | 6,52 Mio.       |
| 133        | 6         | Zwei Kirchen und zwei listige Großmütter           | Baptists, Catholics and an Attempted Drowning     | 4. Apr. 2024         | 18. Mai 2024                          | Matthew A. Cherry | Steven Molaro, Jeremy Howe & Connor Kilpatrick Idee: Chuck Lorre, Steve Holland & Ben Slaughter         | 6,74 Mio.       |
| 134        | 7         | Ein Eimer Spaghetti und Leichen im Keller          | A Proper Wedding and Skeletons in the Closet      | 11. Apr. 2024        | 1. Juni 2024                          | Michael Judd      | Chuck Lorre, Steve Holland & Yael Glouberman Idee: Steven Molaro, Eric Kaplan & Nadiya Chettiar         | 7,35 Mio.       |
| 135        | 8         | Eine Fessel am Fuß und eine Schlange im Klo        | An Ankle Monitor and a Big Plastic Crap House     | 18. Apr. 2024        | 26. Juni 2024                         | Jeremy Howe       | Steven Molaro, Nick Bakay & Eric Kaplan Idee: Chuck Lorre, Steve Holland & Connor Kilpatrick            | 7,15 Mio.       |
| 136        | 9         | Schöner Sprechen und die Qual der Wahl             | A Fancy Article and a Scholarship for a Baby      | 25. Apr. 2024        | 3. Juli 2024                          | Ansley Rix        | Steve Holland, Jeremy Howe & Nadiya Chettiar Idee: Chuck Lorre, Steven Molaro & Marie Cheng             | 6,86 Mio.       |
| 137        | 10        | Betrugsversuch und Arztbesuch                      | Community Service and the Key to a Happy Marriage | 2. Mai 2024          | 3. Juli 2024                          | Nikki Lorre       | Steve Holland, Eric Kaplan & Ben Slaughter Idee: Steven Molaro, Jeremy Howe & Connor Kilpatrick         | 7,17 Mio.       |
| 138        | 11        | Alte Hunde und ein kleiner Schnitt                 | A Little Snip and Teaching Old Dogs               | 9. Mai 2024          | 10. Juli 2024                         | Ruby Stillwater   | Steven Molaro, Connor Kilpatrick & Ben Slaughter Idee: Steve Holland, Nadiya Chettiar & Yael Glouberman | 6,65 Mio.       |
| 139        | 12        | Ein Traumjob und ein Albtraumtag                   | A New Home and a Traditional Torture              | 9. Mai 2024          | 10. Juli 2024                         | Alex Reid         | Steven Molaro, Nadiya Chettiar & Connor Kilpatrick Idee: Steven Molaro, Jeremy Howe & Connor Kilpatrick | 6,82 Mio.       |
| 140        | 13        | Weinen und Lachen                                  | Funeral                                           | 16. Mai 2024         | 17. Juli 2024                         | Michael Judd      | Chuck Lorre, Steven Molaro & Steve Holland                                                              | 9,15 Mio.       |
| 141        | 14        | Menschen und Memoiren                              | Memoir                                            | 16. Mai 2024         | 17. Juli 2024                         | Alex Reid         | Chuck Lorre, Steven Molaro & Steve Holland                                                              | 9,32 Mio.       |

## Einschaltquoten
| Nr. ges.  | Nr. St. | EA-Datum                          | ProSieben A | ProSieben A              | ProSieben A      | ProSieben A   | ProSieben A  | ProSieben A | ProSieben A   | ORF eins     | ORF eins      | Quelle                                       |
| Nr. ges.  | Nr. St. | EA-Datum                          | Deutschland | Deutschland              | Deutschland      | Deutschland   | Österreich   | Österreich  | Österreich    | Österreich   | Österreich    | Quelle                                       |
| Nr. ges.  | Nr. St. | EA-Datum                          | Zuschauer B | Zuschauer B              | Marktanteil C    | Marktanteil C | Zuschauer B  | Zuschauer B | Marktanteil C | Zuschauer B  | Marktanteil C | Quelle                                       |
| Nr. ges.  | Nr. St. | EA-Datum                          | ab 3 Jahren | 14–49 Jahre              | ab 3 Jahren      | 14–49 Jahre   | ab 12 Jahren | 12–49 Jahre | 12–49 Jahre   | ab 12 Jahren | ab 12 Jahren  | Quelle                                       |
| --------- | ------- | --------------------------------- | ----------- | ------------------------ | ---------------- | ------------- | ------------ | ----------- | ------------- | ------------ | ------------- | -------------------------------------------- |
| Staffel 1 |         |                                   |             |                          |                  |               |              |             |               |              |               |                                              |
| 01        | 01      | 8. Jan. 2018                      | 3,53 Mio.   | 2,76 Mio.                | 10,6 %           | 25,7 %        | 292 Tsd.     | 230 Tsd.    | 15,7 %        | 163 Tsd.     | 8 %           | [ Q 2 ] [ Q 3 ] [ Q 4 ] [ Q 5 ]              |
| 02        | 02      | 15. Jan. 2018                     | 2,89 Mio.   | 2,18 Mio.                | 8,4 %            | 19,3 %        | 273 Tsd.     | 215 Tsd.    | 14,9 %        | 71 Tsd.      | 4 %           | [ Q 6 ] [ Q 7 ] [ Q 8 ] [ Q 9 ]              |
| 03        | 03      | 22. Jan. 2018                     | 2,42 Mio.   | 1,92 Mio.                | 7,3 %            | 19,3 %        | 275 Tsd.     | 188 Tsd.    | 14,6 %        | 61 Tsd.      | 3 %           | [ Q 10 ] [ Q 11 ] [ Q 12 ] [ Q 13 ] [ Q 14 ] |
| 04        | 04      | 29. Jan. 2018                     | 2,55 Mio.   | 2,00 Mio.                | 7,3 % <? < 8,4 % | 18,1 %        | 261 Tsd.     | 197 Tsd.    | 15,1 %        | 120 Tsd.     | 7 %           | [ Q 15 ] [ Q 16 ] [ Q 17 ] [ Q 18 ]          |
| 05        | 05      | 5. Feb. 2018                      | 2,21 Mio.   | 1,74 Mio.                | 6,7 %            | 16,8 %        | 225 Tsd.     | 177 Tsd.    | 13,8 %        | 130 Tsd.     | 7 %           | [ Q 19 ] [ Q 20 ] [ Q 21 ] [ Q 22 ]          |
| 06        | 06      | 12. Feb. 2018                     | 2,46 Mio.   | 1,81 Mio.                | 7,1 %            | 16,3 %        | 220 Tsd.     | 160 Tsd.    | 11,7 %        | 113 Tsd.     | 6 %           | [ Q 23 ] [ Q 24 ] [ Q 25 ] [ Q 26 ]          |
| 07        | 07      | 19. Feb. 2018                     | 2,46 Mio.   | 1,89 Mio.                | 7,2 %            | 16,7 %        | 255 Tsd.     | 202 Tsd.    | 14,9 %        | 87 Tsd.      | 4 %           | [ Q 27 ] [ Q 28 ] [ Q 29 ] [ Q 30 ]          |
| 08        | 08      | 26. Feb. 2018                     | 2,23 Mio.   | 1,73 Mio.                | 6,4 %            | 15,1 %        | 229 Tsd.     | 178 Tsd.    | 12,8 %        | 108 Tsd.     | 6 %           | [ Q 31 ] [ Q 32 ] [ Q 33 ] [ Q 34 ]          |
| 09        | 09      | 5. März 2018                      | 2,41 Mio.   | 1,85 Mio.                | 7,2 %            | 16,9 %        | 200 Tsd.     | 167 Tsd.    | 12,1 %        | 141 Tsd.     | 7 %           | [ Q 35 ] [ Q 36 ] [ Q 37 ] [ Q 38 ]          |
| 10        | 10      | 12. März 2018                     | 2,34 Mio.   | 1,77 Mio.                | 6,9 %            | 16,1 %        | 248 Tsd.     | 202 Tsd.    | 15,5 %        | 110 Tsd.     | 6 %           | [ Q 39 ] [ Q 40 ] [ Q 41 ] [ Q 42 ]          |
| 11        | 11      | 19. März 2018                     | 2,24 Mio.   | 1,77 Mio.                | 6,6 %            | 15,6 %        | 240 Tsd.     | 186 Tsd.    | 14,3 %        | 104 Tsd.     | 5 %           | [ Q 43 ] [ Q 44 ] [ Q 45 ] [ Q 46 ]          |
| 12        | 12      | 26. März 2018                     | 2,61 Mio.   | 2,01 Mio.                | 7,8 %            | 18,9 %        | 225 Tsd.     | 170 Tsd.    | 14,1 %        | 76 Tsd.      | 5 %           | [ Q 47 ] [ Q 48 ] [ Q 49 ] [ Q 50 ]          |
| 13        | 13      | 9. Apr. 2018 D 10. September 2018 | 2,05 Mio.   | 1,54 Mio.                | 6,9 %            | 16,6 %        | 141 Tsd.     | 121 Tsd.    | 10,9 %        | 100 Tsd.     | 7 %           | [ Q 51 ] [ Q 52 ] [ Q 53 ] [ Q 54 ] [ Q 55 ] |
| 14        | 14      | 17. Sep. 2018                     | 1,74 Mio.   | ? < 1,36 Mio.            | 5,8 % ≤? < 6,2 % | 13,3 %        | 183 Tsd.     | 144 Tsd.    | 12,9 %        | 68 Tsd.      | 6 %           | [ Q 56 ] [ Q 57 ] [ Q 58 ] [ Q 59 ]          |
| 15        | 15      | 24. Sep. 2018                     | 1,92 Mio.   | 1,43 Mio.                | 6,2 %            | 14,7 %        | 224 Tsd.     | 182 Tsd.    | 15,1 %        | 81 Tsd.      | 5 %           | [ Q 60 ] [ Q 61 ] [ Q 62 ] [ Q 63 ]          |
| 16        | 16      | 1. Okt. 2018                      | 1,90 Mio.   | 1,36 Mio. <? < 1,43 Mio. | 6,2 %            | 14,3 %        | 179 Tsd.     | 146 Tsd.    | 13,1 %        | 75 Tsd.      | 4 %           | [ Q 64 ] [ Q 65 ] [ Q 66 ] [ Q 67 ]          |
| 17        | 17      | 8. Okt. 2018                      | 1,83 Mio.   | 1,36 Mio.                | 5,9 %            | 14,0 %        | 200 Tsd.     | 158 Tsd.    | 13,7 %        | 88 Tsd.      | 6 %           | [ Q 68 ] [ Q 69 ] [ Q 70 ] [ Q 71 ]          |
| 18        | 18      | 15. Okt. 2018                     | 1,70 Mio.   | ? < 1,36 Mio.            | ? < 5,9 %        | 13,1 %        | 208 Tsd.     | 165 Tsd.    | 13,6 %        | 107 Tsd.     | 6 %           | [ Q 72 ] [ Q 73 ] [ Q 74 ] [ Q 75 ]          |
| 19        | 19      | 22. Okt. 2018                     | 1,77 Mio.   | 1,36 Mio. <? < 1,45 Mio. | ? < 5,9 %        | 13,6 %        | 230 Tsd.     | 190 Tsd.    | 15,3 %        | 79 Tsd.      | 5 %           | [ Q 76 ] [ Q 77 ] [ Q 78 ] [ Q 79 ]          |
| 20        | 20      | 29. Okt. 2018                     | 1,87 Mio.   | 1,45 Mio.                | 5,9 %            | 14,6 %        | 182 Tsd.     | 149 Tsd.    | 12,6 %        | 99 Tsd.      | 5 %           | [ Q 80 ] [ Q 81 ] [ Q 82 ] [ Q 83 ]          |
| 21        | 21      | 5. Nov. 2018                      | 1,89 Mio.   | 1,55 Mio.                | 6,0 %            | 15,0 %        | 197 Tsd.     | 146 Tsd.    | 12,2 %        | 89 Tsd.      | 5 %           | [ Q 84 ] [ Q 85 ] [ Q 86 ] [ Q 87 ]          |
| 22        | 22      | 12. Nov. 2018                     | 2,02 Mio.   | 1,56 Mio.                | 6,3 %            | 15,0 %        | 210 Tsd.     | 162 Tsd.    | 13,4 %        | 94 Tsd.      | 5 %           | [ Q 88 ] [ Q 89 ] [ Q 90 ] [ Q 91 ]          |

## Quotennachweise
1. ↑  Fabian Riedner: Quotencheck: «Young Sheldon». In: Quotenmeter.de. 14. November 2018, abgerufen am 22. November 2018.
2. ↑  Alexander Krei: "Young Sheldon" legt Traum-Start bei ProSieben hin. DWDL.de, 9. Januar 2018, abgerufen am 9. Januar 2018.
3. ↑  ProSiebenSat.1 PULS 4: Reichweiten. In: prosiebensat1puls4.com. ProSiebenSat.1 PULS 4, archiviert vom Original (nicht mehr online verfügbar) am 9. Januar 2018; abgerufen am 9. Januar 2018.
4. ↑  Medienforschung ORF. In: mediendaten.orf.at. Medienforschung ORF, 9. Januar 2018, archiviert vom Original (nicht mehr online verfügbar) am 9. Januar 2018; abgerufen am 9. Januar 2018.
5. ↑  Arbeitsgemeinschaft TELETEST (AGTT) – TV Hitliste TOP 3 gestern. In: agtt.at. Arbeitsgemeinschaft Teletest, 9. Januar 2018, archiviert vom Original (nicht mehr online verfügbar) am 9. Januar 2018; abgerufen am 9. Januar 2018.
6. ↑  Sidney Schering: «Young Sheldon» brach am MONTAG ein, aber noch gibt’s keinen Grund zur Sorge. Quotenmeter.de, 18. Januar 2018, abgerufen am 19. Januar 2018.
7. ↑  ProSiebenSat.1 PULS 4: Reichweiten. In: prosiebensat1puls4.com. ProSiebenSat.1 PULS 4, archiviert vom Original (nicht mehr online verfügbar) am 19. Januar 2018; abgerufen am 19. Januar 2018.
8. ↑  Medienforschung ORF. In: mediendaten.orf.at. Medienforschung ORF, 17. Januar 2018, archiviert vom Original (nicht mehr online verfügbar) am 19. Januar 2018; abgerufen am 19. Januar 2018.
9. ↑  Arbeitsgemeinschaft TELETEST (AGTT) – TV Hitliste TOP 5 wöchentlich. In: agtt.at. Arbeitsgemeinschaft Teletest, 17. Januar 2018, archiviert vom Original (nicht mehr online verfügbar) am 21. Januar 2018; abgerufen am 21. Januar 2018.
10. ↑  Timo Nöthling: Von überragend zu sehr gut: «Young Sheldon» verliert weiter Zuschauer. Quotenmeter.de, 23. Januar 2018, abgerufen am 23. Januar 2018.
11. ↑  Timo Niemeier / Uwe Mantel: ARD/ZDF etwas schwächer, RTL/ProSieben stärker als gedacht. DWDL.de, 6. Februar 2018, abgerufen am 7. Februar 2018.
12. ↑  ProSiebenSat.1 PULS 4: Reichweiten. In: prosiebensat1puls4.com. ProSiebenSat.1 PULS 4, archiviert vom Original (nicht mehr online verfügbar) am 23. Januar 2018; abgerufen am 23. Januar 2018.
13. ↑  Medienforschung ORF. In: mediendaten.orf.at. Medienforschung ORF, 23. Januar 2018, archiviert vom Original (nicht mehr online verfügbar) am 23. Januar 2018; abgerufen am 23. Januar 2018.
14. ↑  Arbeitsgemeinschaft TELETEST (AGTT) – TV Hitliste TOP 3 gestern. In: agtt.at. Arbeitsgemeinschaft Teletest, 23. Januar 2018, archiviert vom Original (nicht mehr online verfügbar) am 23. Januar 2018; abgerufen am 23. Januar 2018.
15. ↑  Timo Niemeier: "Undercover Boss" kehrt mit sehr guten Quoten zurück. DWDL.de, 30. Januar 2018, abgerufen am 30. Januar 2018.
16. ↑  ProSiebenSat.1 PULS 4: Reichweiten. In: prosiebensat1puls4.com. ProSiebenSat.1 PULS 4, archiviert vom Original (nicht mehr online verfügbar) am 30. Januar 2018; abgerufen am 30. Januar 2018.
17. ↑  Medienforschung ORF. In: mediendaten.orf.at. Medienforschung ORF, 30. Januar 2018, archiviert vom Original (nicht mehr online verfügbar) am 30. Januar 2018; abgerufen am 30. Januar 2018.
18. ↑  Arbeitsgemeinschaft TELETEST (AGTT) – TV Hitliste TOP 3 gestern. In: agtt.at. Arbeitsgemeinschaft Teletest, 30. Januar 2018, archiviert vom Original (nicht mehr online verfügbar) am 30. Januar 2018; abgerufen am 30. Januar 2018.
19. ↑  Timo Nöthling: Super Bowl & Comedies beglücken ProSieben. Quotenmeter.de, 6. Februar 2018, abgerufen am 7. Februar 2018.
20. ↑  ProSiebenSat.1 PULS 4: Reichweiten. In: prosiebensat1puls4.com. ProSiebenSat.1 PULS 4, archiviert vom Original (nicht mehr online verfügbar) am 7. Februar 2018; abgerufen am 7. Februar 2018.
21. ↑  Medienforschung ORF. In: mediendaten.orf.at. Medienforschung ORF, 6. Februar 2018, archiviert vom Original (nicht mehr online verfügbar) am 6. Februar 2018; abgerufen am 6. Februar 2018.
22. ↑  Arbeitsgemeinschaft TELETEST (AGTT) – TV Hitliste TOP 3 gestern. In: agtt.at. Arbeitsgemeinschaft Teletest, 6. Februar 2018, archiviert vom Original (nicht mehr online verfügbar) am 6. Februar 2018; abgerufen am 6. Februar 2018.
23. ↑  Sidney Schering: «Young Sheldon» legt beim Gesamtpublikum zu. Quotenmeter.de, 13. Februar 2018, abgerufen am 13. Februar 2018.
24. ↑  ProSiebenSat.1 PULS 4: Reichweiten. In: prosiebensat1puls4.com. ProSiebenSat.1 PULS 4, archiviert vom Original (nicht mehr online verfügbar) am 13. Februar 2018; abgerufen am 13. Februar 2018.
25. ↑  Medienforschung ORF. In: mediendaten.orf.at. Medienforschung ORF, 13. Februar 2018, archiviert vom Original (nicht mehr online verfügbar) am 13. Februar 2018; abgerufen am 13. Februar 2018.
26. ↑  Arbeitsgemeinschaft TELETEST (AGTT) – TV Hitliste TOP 3 gestern. In: agtt.at. Arbeitsgemeinschaft Teletest, 13. Februar 2018, archiviert vom Original (nicht mehr online verfügbar) am 13. Februar 2018; abgerufen am 13. Februar 2018.
27. ↑  Sidney Schering: Hui: «Young Sheldon» legt zu. Quotenmeter.de, 20. Februar 2018, abgerufen am 20. Februar 2018.
28. ↑  ProSiebenSat.1 PULS 4: Reichweiten. In: prosiebensat1puls4.com. ProSiebenSat.1 PULS 4, archiviert vom Original (nicht mehr online verfügbar) am 20. Februar 2018; abgerufen am 20. Februar 2018.
29. ↑  Medienforschung ORF. In: mediendaten.orf.at. Medienforschung ORF, 20. Februar 2018, archiviert vom Original (nicht mehr online verfügbar) am 20. Februar 2018; abgerufen am 20. Februar 2018.
30. ↑  Arbeitsgemeinschaft TELETEST (AGTT) – TV Hitliste TOP 3 gestern. In: agtt.at. Arbeitsgemeinschaft Teletest, 20. Februar 2018, archiviert vom Original (nicht mehr online verfügbar) am 20. Februar 2018; abgerufen am 20. Februar 2018.
31. ↑  Sidney Schering: Primetime-Check: Montag, 26. Februar 2018. Quotenmeter.de, 27. Februar 2018, abgerufen am 27. Februar 2018.
32. ↑  ProSiebenSat.1 PULS 4: Reichweiten. In: prosiebensat1puls4.com. ProSiebenSat.1 PULS 4, archiviert vom Original (nicht mehr online verfügbar) am 27. Februar 2018; abgerufen am 27. Februar 2018.
33. ↑  Medienforschung ORF. In: mediendaten.orf.at. Medienforschung ORF, 27. Februar 2018, archiviert vom Original (nicht mehr online verfügbar) am 27. Februar 2018; abgerufen am 27. Februar 2018.
34. ↑  Arbeitsgemeinschaft TELETEST (AGTT) – TV Hitliste TOP 3 gestern. In: agtt.at. Arbeitsgemeinschaft Teletest, 27. Februar 2018, archiviert vom Original (nicht mehr online verfügbar) am 27. Februar 2018; abgerufen am 27. Februar 2018.
35. ↑  Sidney Schering: Primetime-Check: Montag, 5. März 2018. Quotenmeter.de, 6. März 2018, abgerufen am 6. März 2018.
36. ↑  ProSiebenSat.1 PULS 4: Reichweiten. In: prosiebensat1puls4.com. ProSiebenSat.1 PULS 4, archiviert vom Original (nicht mehr online verfügbar) am 6. März 2018; abgerufen am 6. März 2018.
37. ↑  Medienforschung ORF. In: mediendaten.orf.at. Medienforschung ORF, 6. März 2018, archiviert vom Original (nicht mehr online verfügbar) am 6. März 2018; abgerufen am 6. März 2018.
38. ↑  Arbeitsgemeinschaft TELETEST (AGTT) – TV Hitliste TOP 3 gestern. In: agtt.at. Arbeitsgemeinschaft Teletest, 6. März 2018, archiviert vom Original (nicht mehr online verfügbar) am 6. März 2018; abgerufen am 6. März 2018.
39. ↑  Sidney Schering: «Late Night Berlin»: Quotenstart nach Maß. Quotenmeter.de, 13. März 2018, abgerufen am 14. März 2018.
40. ↑  ProSiebenSat.1 PULS 4: Reichweiten. In: prosiebensat1puls4.com. ProSiebenSat.1 PULS 4, archiviert vom Original (nicht mehr online verfügbar) am 14. März 2018; abgerufen am 14. März 2018.
41. ↑  Medienforschung ORF. In: mediendaten.orf.at. Medienforschung ORF, 13. März 2018, archiviert vom Original (nicht mehr online verfügbar) am 13. März 2018; abgerufen am 14. März 2018.
42. ↑  Arbeitsgemeinschaft TELETEST (AGTT) – TV Hitliste TOP 3 gestern. In: agtt.at. Arbeitsgemeinschaft Teletest, 13. März 2018, archiviert vom Original (nicht mehr online verfügbar) am 13. März 2018; abgerufen am 14. März 2018.
43. ↑  Sidney Schering: «Late Night Berlin» gibt nach, bleibt über Senderschnitt. Quotenmeter.de, 20. März 2018, abgerufen am 20. März 2018.
44. ↑  ProSiebenSat.1 PULS 4: Reichweiten. In: prosiebensat1puls4.com. ProSiebenSat.1 PULS 4, archiviert vom Original (nicht mehr online verfügbar) am 20. März 2018; abgerufen am 20. März 2018.
45. ↑  Medienforschung ORF. In: mediendaten.orf.at. Medienforschung ORF, 20. März 2018, archiviert vom Original (nicht mehr online verfügbar) am 20. März 2018; abgerufen am 20. März 2018.
46. ↑  Arbeitsgemeinschaft TELETEST (AGTT) – TV Hitliste TOP 3 gestern. In: agtt.at. Arbeitsgemeinschaft Teletest, 20. März 2018, archiviert vom Original (nicht mehr online verfügbar) am 20. März 2018; abgerufen am 20. März 2018.
47. ↑  Sidney Schering: Mit Schulz und Mädel: Aufschwung für «Late Night Berlin». Quotenmeter.de, 27. März 2018, abgerufen am 27. März 2018.
48. ↑  ProSiebenSat.1 PULS 4: Reichweiten. In: prosiebensat1puls4.com. ProSiebenSat.1 PULS 4, archiviert vom Original (nicht mehr online verfügbar) am 27. März 2018; abgerufen am 27. März 2018.
49. ↑  Medienforschung ORF. In: mediendaten.orf.at. Medienforschung ORF, 27. März 2018, archiviert vom Original (nicht mehr online verfügbar) am 27. März 2018; abgerufen am 27. März 2018.
50. ↑  Arbeitsgemeinschaft TELETEST (AGTT) – TV Hitliste TOP 3 gestern. In: agtt.at. Arbeitsgemeinschaft Teletest, 27. März 2018, archiviert vom Original (nicht mehr online verfügbar) am 27. März 2018; abgerufen am 27. März 2018.
51. ↑  Sidney Schering: Primetime-Check: Montag, 10. September 2018. Quotenmeter.de, 11. September 2018, abgerufen am 11. September 2018.
52. ↑  Timo Niemeier: Doppelter Sheldon lässt ProSieben-Quoten steigen. DWDL.de, 11. September 2018, abgerufen am 11. September 2018.
53. ↑  ProSiebenSat.1 PULS 4: Reichweiten. In: prosiebensat1puls4.com. ProSiebenSat.1 PULS 4, archiviert vom Original (nicht mehr online verfügbar) am 11. September 2018; abgerufen am 11. September 2018.
54. ↑  Medienforschung ORF. In: mediendaten.orf.at. Medienforschung ORF, 10. April 2018, archiviert vom Original (nicht mehr online verfügbar) am 10. April 2018; abgerufen am 10. April 2018.
55. ↑  Arbeitsgemeinschaft TELETEST (AGTT) – TV Hitliste TOP 3 gestern. In: agtt.at. Arbeitsgemeinschaft Teletest, 11. September 2018, archiviert vom Original (nicht mehr online verfügbar) am 11. September 2018; abgerufen am 11. September 2018.
56. ↑  Alexander Krei: Tief für "Young Sheldon", Klaas kehrt zweistellig zurück. DWDL.de, 18. September 2018, abgerufen am 20. September 2018.
57. ↑  ProSiebenSat.1 PULS 4: Reichweiten. In: prosiebensat1puls4.com. ProSiebenSat.1 PULS 4, archiviert vom Original (nicht mehr online verfügbar) am 20. September 2018; abgerufen am 20. September 2018.
58. ↑  Medienforschung ORF. In: mediendaten.orf.at. Medienforschung ORF, 18. September 2018, archiviert vom Original (nicht mehr online verfügbar) am 18. September 2018; abgerufen am 18. September 2018.
59. ↑  Arbeitsgemeinschaft TELETEST (AGTT) – TV Hitliste TOP 3 gestern. In: agtt.at. Arbeitsgemeinschaft Teletest, 25. September 2018, archiviert vom Original (nicht mehr online verfügbar) am 18. September 2018; abgerufen am 18. September 2018.
60. ↑  Timo Nöthling: «Big Bang» und «Sheldon» verbessern sich, «Late Night Berlin» wieder einstellig. Quotenmeter.de, 25. September 2018, abgerufen am 15. September 2018.
61. ↑  ProSiebenSat.1 PULS 4: Reichweiten. In: prosiebensat1puls4.com. ProSiebenSat.1 PULS 4, archiviert vom Original (nicht mehr online verfügbar) am 25. September 2018; abgerufen am 25. September 2018.
62. ↑  Medienforschung ORF. In: mediendaten.orf.at. Medienforschung ORF, 25. September 2018, archiviert vom Original (nicht mehr online verfügbar) am 25. September 2018; abgerufen am 25. September 2018.
63. ↑  Arbeitsgemeinschaft TELETEST (AGTT) – TV Hitliste TOP 3 gestern. In: agtt.at. Arbeitsgemeinschaft Teletest, 25. September 2018, archiviert vom Original (nicht mehr online verfügbar) am 25. September 2018; abgerufen am 25. September 2018.
64. ↑  Sidney Schering: Primetime-Check: Montag, 1. Oktober 2018. Quotenmeter.de, 2. Oktober 2018, abgerufen am 16. Oktober 2018.
65. ↑  ProSiebenSat.1 PULS 4: Reichweiten. In: prosiebensat1puls4.com. ProSiebenSat.1 PULS 4, archiviert vom Original (nicht mehr online verfügbar) am 16. Oktober 2018; abgerufen am 16. Oktober 2018.
66. ↑  Medienforschung ORF. In: mediendaten.orf.at. Medienforschung ORF, 2. Oktober 2018, archiviert vom Original (nicht mehr online verfügbar) am 2. Oktober 2018; abgerufen am 2. Oktober 2018.
67. ↑  Arbeitsgemeinschaft TELETEST (AGTT) – TV Hitliste TOP 3 gestern. In: agtt.at. Arbeitsgemeinschaft Teletest, 2. Oktober 2018, archiviert vom Original (nicht mehr online verfügbar) am 2. Oktober 2018; abgerufen am 2. Oktober 2018.
68. ↑  Sidney Schering: «Late Night Berlin» überrascht mit den besten Quoten seit Monaten. Quotenmeter.de, 9. Oktober 2018, abgerufen am 16. Oktober 2018.
69. ↑  ProSiebenSat.1 PULS 4: Reichweiten. In: prosiebensat1puls4.com. ProSiebenSat.1 PULS 4, archiviert vom Original (nicht mehr online verfügbar) am 16. Oktober 2018; abgerufen am 16. Oktober 2018.
70. ↑  Medienforschung ORF. In: mediendaten.orf.at. Medienforschung ORF, 9. Oktober 2018, archiviert vom Original (nicht mehr online verfügbar) am 9. Oktober 2018; abgerufen am 9. Oktober 2018.
71. ↑  Arbeitsgemeinschaft TELETEST (AGTT) – TV Hitliste TOP 3 gestern. In: agtt.at. Arbeitsgemeinschaft Teletest, 9. Oktober 2018, archiviert vom Original (nicht mehr online verfügbar) am 9. Oktober 2018; abgerufen am 9. Oktober 2018.
72. ↑  Alexander Krei: "Bauer sucht Frau" mit stärkstem Staffel-Start seit 2014. DWDL.de, 16. Oktober 2018, abgerufen am 16. Oktober 2018.
73. ↑  ProSiebenSat.1 PULS 4: Reichweiten. In: prosiebensat1puls4.com. ProSiebenSat.1 PULS 4, archiviert vom Original (nicht mehr online verfügbar) am 16. Oktober 2018; abgerufen am 16. Oktober 2018.
74. ↑  Medienforschung ORF. In: mediendaten.orf.at. Medienforschung ORF, 16. Oktober 2018, archiviert vom Original (nicht mehr online verfügbar) am 16. Oktober 2018; abgerufen am 16. Oktober 2018.
75. ↑  Arbeitsgemeinschaft TELETEST (AGTT) – TV Hitliste TOP 3 gestern. In: agtt.at. Arbeitsgemeinschaft Teletest, 16. Oktober 2018, archiviert vom Original (nicht mehr online verfügbar) am 16. Oktober 2018; abgerufen am 16. Oktober 2018.
76. ↑  Timo Niemeier: "Bauer sucht Frau" weiter sehr stark, "Extra" profitiert. DWDL.de, 23. Oktober 2018, abgerufen am 23. Oktober 2018.
77. ↑  ProSiebenSat.1 PULS 4: Reichweiten. In: prosiebensat1puls4.com. ProSiebenSat.1 PULS 4, archiviert vom Original (nicht mehr online verfügbar) am 23. Oktober 2018; abgerufen am 23. Oktober 2018.
78. ↑  Medienforschung ORF. In: mediendaten.orf.at. Medienforschung ORF, 23. Oktober 2018, archiviert vom Original (nicht mehr online verfügbar) am 23. Oktober 2018; abgerufen am 23. Oktober 2018.
79. ↑  Arbeitsgemeinschaft TELETEST (AGTT) – TV Hitliste TOP 3 gestern. In: agtt.at. Arbeitsgemeinschaft Teletest, 23. Oktober 2018, archiviert vom Original (nicht mehr online verfügbar) am 23. Oktober 2018; abgerufen am 23. Oktober 2018.
80. ↑  Sidney Schering: «Late Night Berlin»-Achterbahnfahrt geht weiter. Quotenmeter.de, 30. Oktober 2018, abgerufen am 30. Oktober 2018.
81. ↑  ProSiebenSat.1 PULS 4: Reichweiten. In: prosiebensat1puls4.com. ProSiebenSat.1 PULS 4, archiviert vom Original (nicht mehr online verfügbar) am 30. Oktober 2018; abgerufen am 30. Oktober 2018.
82. ↑  Medienforschung ORF. In: mediendaten.orf.at. Medienforschung ORF, 30. Oktober 2018, archiviert vom Original (nicht mehr online verfügbar) am 30. Oktober 2018; abgerufen am 30. Oktober 2018.
83. ↑  Arbeitsgemeinschaft TELETEST (AGTT) – TV Hitliste TOP 3 gestern. In: agtt.at. Arbeitsgemeinschaft Teletest, 30. Oktober 2018, archiviert vom Original (nicht mehr online verfügbar) am 30. Oktober 2018; abgerufen am 30. Oktober 2018.
84. ↑  Fabian Riedner: Kurz vor dem Finale: «The Big Bang Theory» nur auf Normalniveau. Quotenmeter.de, 6. November 2018, abgerufen am 6. November 2018.
85. ↑  ProSiebenSat.1 PULS 4: Reichweiten. In: prosiebensat1puls4.com. ProSiebenSat.1 PULS 4, archiviert vom Original (nicht mehr online verfügbar) am 6. November 2018; abgerufen am 6. November 2018.
86. ↑  Medienforschung ORF. In: mediendaten.orf.at. Medienforschung ORF, 6. November 2018, archiviert vom Original (nicht mehr online verfügbar) am 6. November 2018; abgerufen am 6. November 2018.
87. ↑  Arbeitsgemeinschaft TELETEST (AGTT) – TV Hitliste TOP 3 gestern. In: agtt.at. Arbeitsgemeinschaft Teletest, 6. November 2018, archiviert vom Original (nicht mehr online verfügbar) am 6. November 2018; abgerufen am 6. November 2018.
88. ↑  Timo Nöthling: «The Big Bang Theory» dreht auf, «Late Night Berlin» gibt nach. Quotenmeter.de, 13. November 2018, abgerufen am 13. November 2018.
89. ↑  ProSiebenSat.1 PULS 4: Reichweiten. In: prosiebensat1puls4.com. ProSiebenSat.1 PULS 4, archiviert vom Original (nicht mehr online verfügbar) am 13. November 2018; abgerufen am 13. November 2018.
90. ↑  Medienforschung ORF. In: mediendaten.orf.at. Medienforschung ORF, 13. November 2018, archiviert vom Original (nicht mehr online verfügbar) am 13. November 2018; abgerufen am 13. November 2018.
91. ↑  Arbeitsgemeinschaft TELETEST (AGTT) – TV Hitliste TOP 3 gestern. In: agtt.at. Arbeitsgemeinschaft Teletest, 13. November 2018, archiviert vom Original (nicht mehr online verfügbar) am 13. November 2018; abgerufen am 13. November 2018.